# Bandera del Japó
La bandera nacional del Japó és la bandera que representa el Japó i que, juntament amb l'escut i l'himne nacional, té la categoria de símbol nacional. Consisteix en un rectangle de color blanc i un gran disc carmesí (representa el sol) en el centre. Es denomina oficialment Nisshōki (日章旗, «Bandera del sol en forma de disc») en japonès, però és més habitualment coneguda com a Hinomaru (日の丸, «Disc solar»).
La Nisshōki és la bandera nacional de l'Imperi japonès segons la llei sobre la bandera i l'himne nacional, que va ser promulgada i va entrar en vigor el 13 d'agost de 1999. Tot i que anteriorment no s'especificava una bandera oficial, el Hinomaru ja era de facto la insígnia nacional. Dues proclamacions del 1870 donaven dues provisions per al disseny d'una bandera nacional. L'ús del Hinomaru va ser severament restringit durant els primers anys de l'ocupació nord-americana després de la Segona Guerra Mundial, tot i que posteriorment les restriccions es van relaxar.
Durant la primerenca història del Japó, el motiu del Hinomaru va ser utilitzat en les banderes de dàimios i samurais. Durant la Restauració Meiji, tant el disc solar com la insígnia del sol naixent de l'Armada Imperial Japonesa es van convertir en els principals símbols de l'emergent Imperi japonès. Cartells amb propaganda, llibres de text i pel·lícules pintaven la bandera com una font d'orgull i patriotisme. Els ciutadans se'ls demanava que exhibissin la bandera a casa seva durant les festes nacionals, celebracions i altres ocasions que decretés el Govern.
Diferents objectes devocionals al país i l'emperador amb el motiu del Hinomaru es van tornar populars durant la Segona Guerra Sinojaponesa i altres conflictes. Aquests objectes anaven des de <consignes escrites en banderes fins peces de vestir i plats amb la imatge de la bandera.
La percepció pública de la bandera nacional varia. Per a alguns japonesos, la bandera representa el país, de manera que cap altra pot substituir-la. No obstant això, la bandera no és desplegada causa de la seva associació amb el nacionalisme extrem. L'ús de la bandera i l'himne nacional —el Kimigayo— han estat un assumpte polèmic en les escoles públiques del Japó des de la fi de la Segona Guerra Mundial. Disputes sobre el seu ús han derivat en protestes, demandes i almenys un suïcidi a la prefectura d'Hiroshima. Pels d'Okinawa, la bandera representa els esdeveniments de la Segona Guerra Mundial i la subseqüent presència militar nord-americana. Per a algunes nacions ocupades pel Japó la bandera és símbol d'agressió i imperialisme. El Hinomaru va ser utilitzat com una eina en contra de nacions ocupades amb el propòsit d'intimidar i subjugar. Malgrat les connotacions negatives, fonts japoneses i occidentals asseguren que la bandera és un perdurable i poderós símbol per als japonesos.
Diferents banderes s'han basat en el Hinomaru, incloent-hi la insígnia de l'Armada, a més que va servir com a base per a altres banderes al Japó, tant d'ús públic com privat.

## Història

### Antecedents

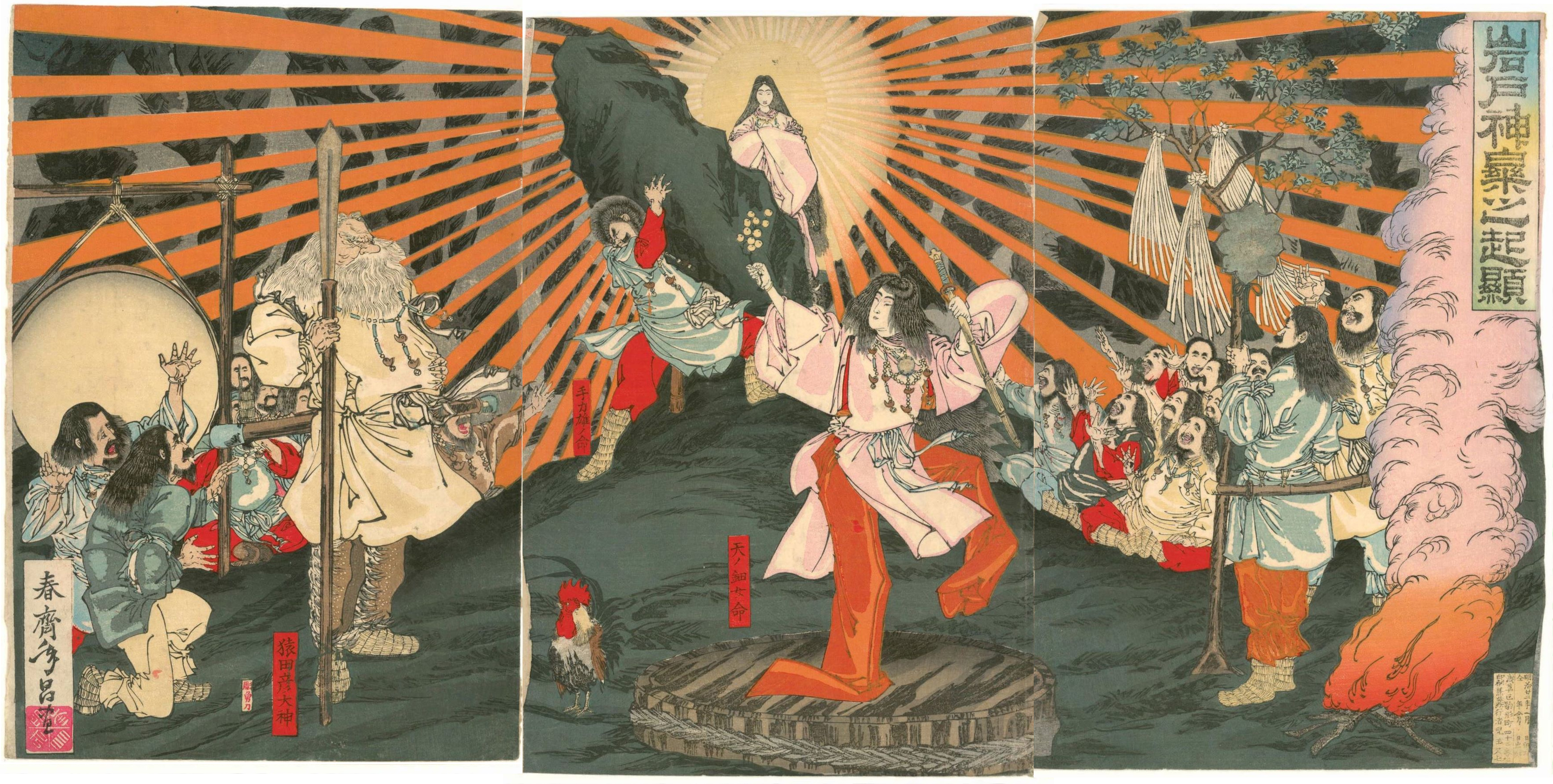
Amaterasu Ō-Mikami (a dalt al centre), deessa del Sol i figura important en la mitologia japonesa.

L'origen exacte del Hinomaru és desconegut, tot i que sembla que el sol naixent tenia un significat simbòlic des d'inicis del segle VII. Al Japó és sovint esmentat en diversos texts antics com «la terra del sol naixent», a més que aquest astre està fortament relacionat amb la família imperial, ja que el mite de la creació del Japó afirma que els membres del tron són descendents de la deessa Amaterasu. El 607, una correspondència oficial que començava amb «de l'emperador del sol naixent» va ser enviada a l'emperador Yang de Sui.
Històricament, al Japó es va donar una gran importància a les banderes, estendards i escussons, especialment durant les batalles. Els primers esments de banderes relatives a aquest país venen de cròniques xineses en les quals es descriu que missatgers provinents del Japó portaven estendards grocs, a més d'haver regalat banderes amb brocats daurats, així com espases. Junt amb les banderes es van desenvolupar els mon —o escussons— dels quals es té registre del seu ús des del període Nara. Durant aquesta època el més utilitzat era el de les «nou estrelles», i el seu ús no tenia finalitats militars encara sinó que, per exemple, s'utilitzaven per distingir aquells transports en què viatjaven els oficials de la Cort Imperial.

#### Períodes Heian, Kamakura i Muromachi
A finals del període Heian, època durant la qual van tenir lloc nombrosos conflictes bèl·lics com les guerres Genpei i les rebel·lions Hogen i Heiji, es va utilitzar un tipus de bandera, anomenada hata jirushi, per identificar i organitzar els exèrcits samurais. Els hata jirushi consistien en una espècie de banderins llargs que penjaven d'una barra horitzontal lligada a un pal. És aquest tipus d'insígnies les que van utilitzar tant els membres del clan Taira com els del clan Minamoto, protagonistes de les guerres Genpei i a qui algunes fonts —com el Heike Monogatari, obra del segle xii que descriu les lluites entre ambdós clans— atribueixen haver utilitzat el Hinomaru als seus ventalls, anomenats gunsen.
Una altra de les llegendes de l'origen del Hinomaru és atribuïda al monjo budista Nichiren. Suposadament, durant les invasions mongoles del Japó del segle xiii, Nichiren va donar un estendard del sol al shogun per portar-lo durant la batalla. És d'aquesta època de la qual s'obtenen les primeres fonts gràfiques d'insígnies de la història del Japó, gràcies al Mōko Shūrai Ekotoba, un rotlle escrit per Takezaki Suenaga amb el registre dels exèrcits que van combatre els mongols en l'esmentat enfrontament.
Per la seva part, per legitimar el seu govern, els shoguns d'Ashikaga, descendents del clan Minamoto, van utilitzar a les seves banderes invocacions de Hachiman, déu de la guerra, les quals havien estat adoptades com a símbol personal originalment per Minamoto no Yoshikuni, el primer a haver pres el cognom Ashikaga. Ashikaga Yoshiaki, últim shogun Ashikaga, a més d'utilitzar les invocacions de Hachiman va afegir a les seves banderes un Hinomaru. Ashikaga Shigeuji, membre d'una de les branques menors de la família, va utilitzar com a insígnia a les seves banderes un kirimon amb un Hinomaru.

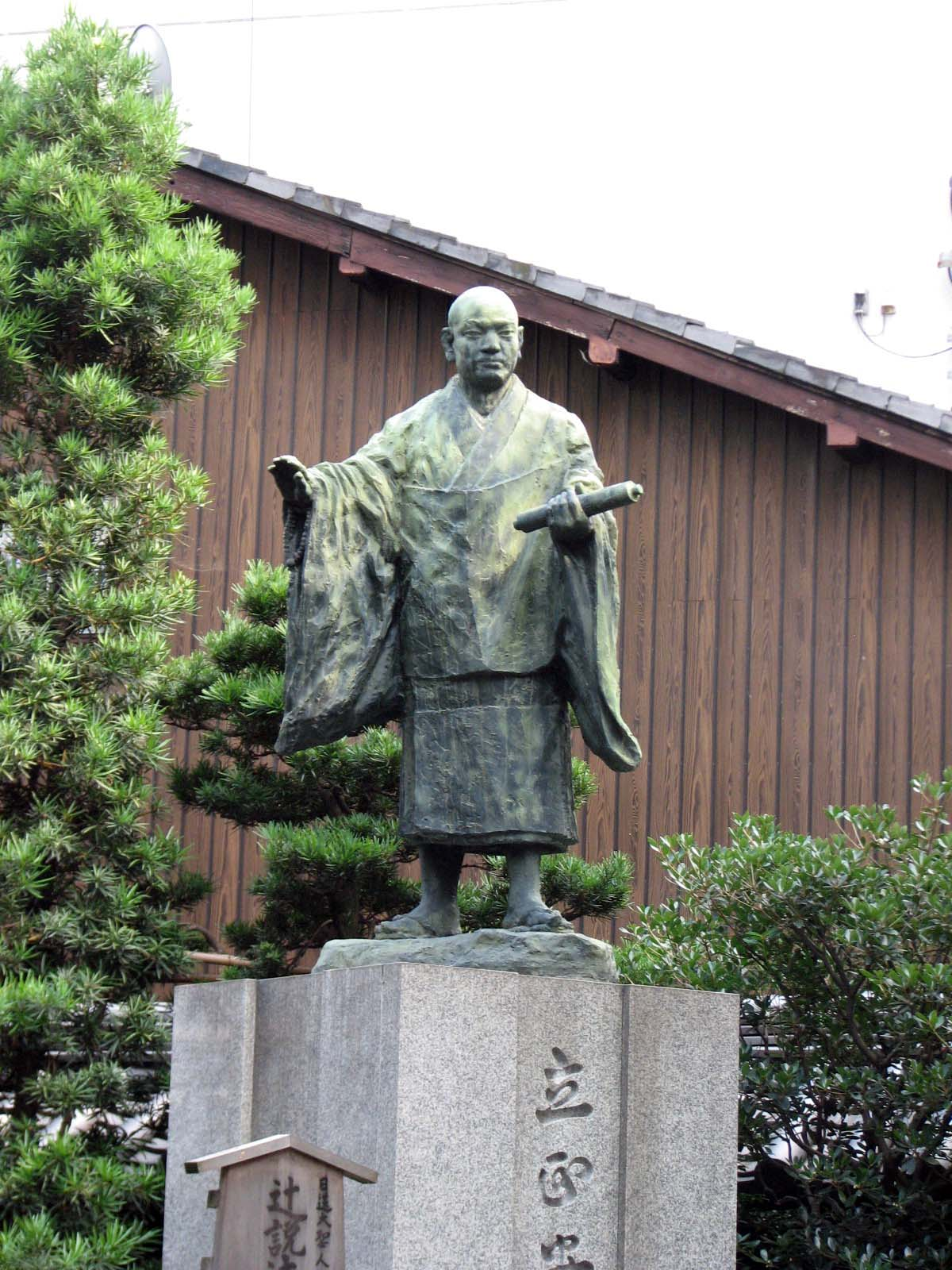
Estàtua del monjo budista Nichiren. Se li atribueix en algunes fonts haver donat un Hinomaru al shogun perquè el portés en batalla durant la invasions mongoles del Japó.
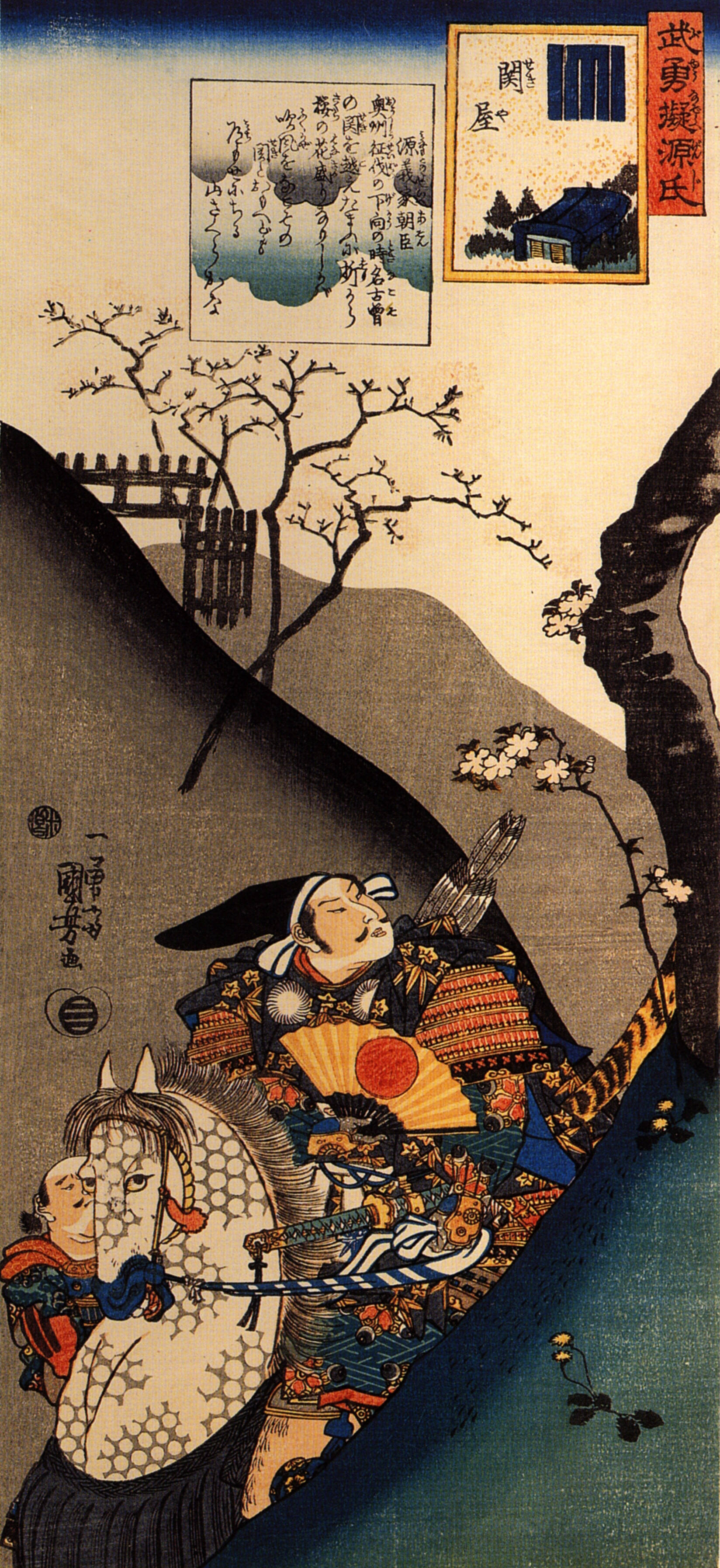
Representació de Minamoto no Yoshiie sostenint un gunsen amb la imatge del disc solar.
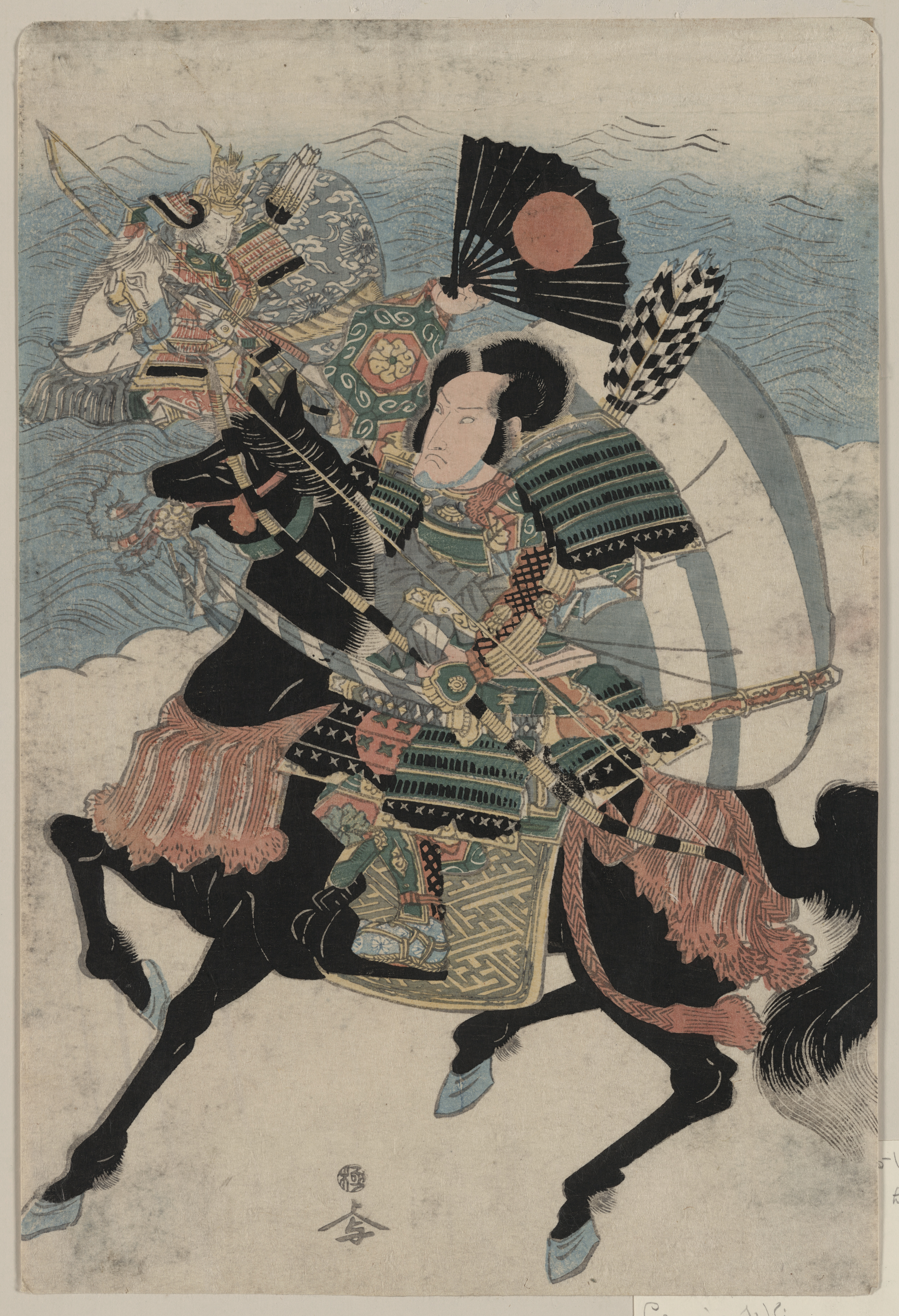
Taira no Atsumori portant un gunsen amb el disc solar.

#### Període Sengoku i Azuchi-Momoyama
Durant el període Sengoku, la identificació de les tropes per mitjà de banderes, així com la senyalització per mitjà de les mateixes, va augmentar-ne la importància, i a més van sorgir banderes més grans anomenades nobori, les quals anaven lligades tant a una barra vertical com un pal.
Takeda Shingen, un dels principals dàimios d'aquest període, va utilitzar un Hinomaru en les seves banderes. Una encara es conserva al Museu Takeda, al temple Erin, a Kofu. El famós rival de Shingen, Uesugi Kenshin, va utilitzar també el Hinomaru en les seves.
Altres dàimios d'aquest període que van utilitzar un disc solar com a símbol personal van ser Sakai Tadatsugu, que l'emprava en un uma jirushi, i Date Masamune, que és representat en un dibuix amb un disc solar com el seu sashimono —o petita bandera d'identificació personal que anava lligada a l'esquena del samurai—. Toyotomi Hideyoshi, un dels «grans unificadores del Japó», va portar el disc solar als seus vaixells durant les invasions japoneses a Corea, mentre que Tozawa Masamori, aliat de Tokugawa Ieyasu, va utilitzar un sashimono per als missatgers, en el qual apareixia un disc vermell al centre d'una bandera amb fons blau.

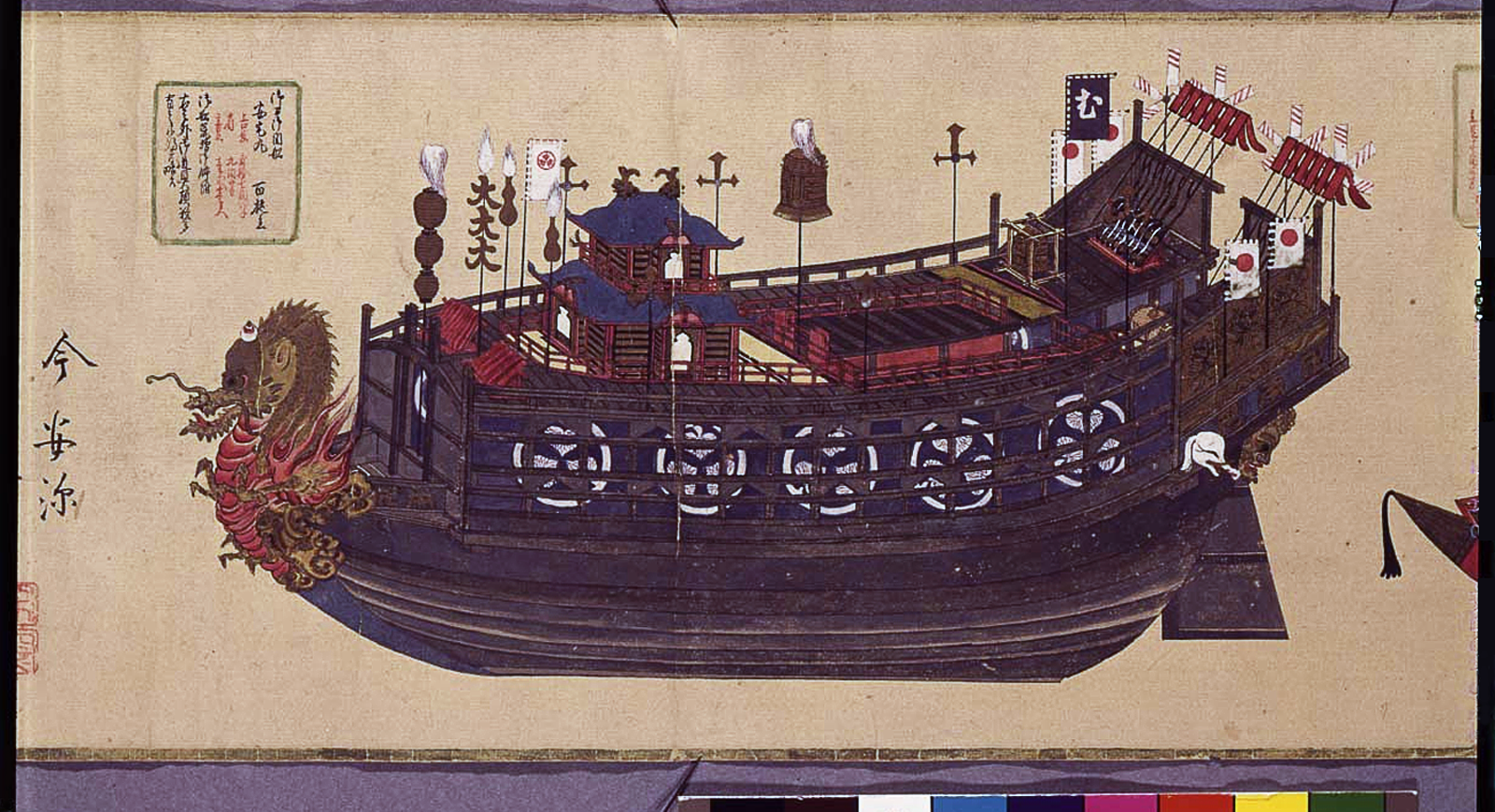
Representació d'un atakebune, en el qual es pot observar quatre Hinomaru a la popa.
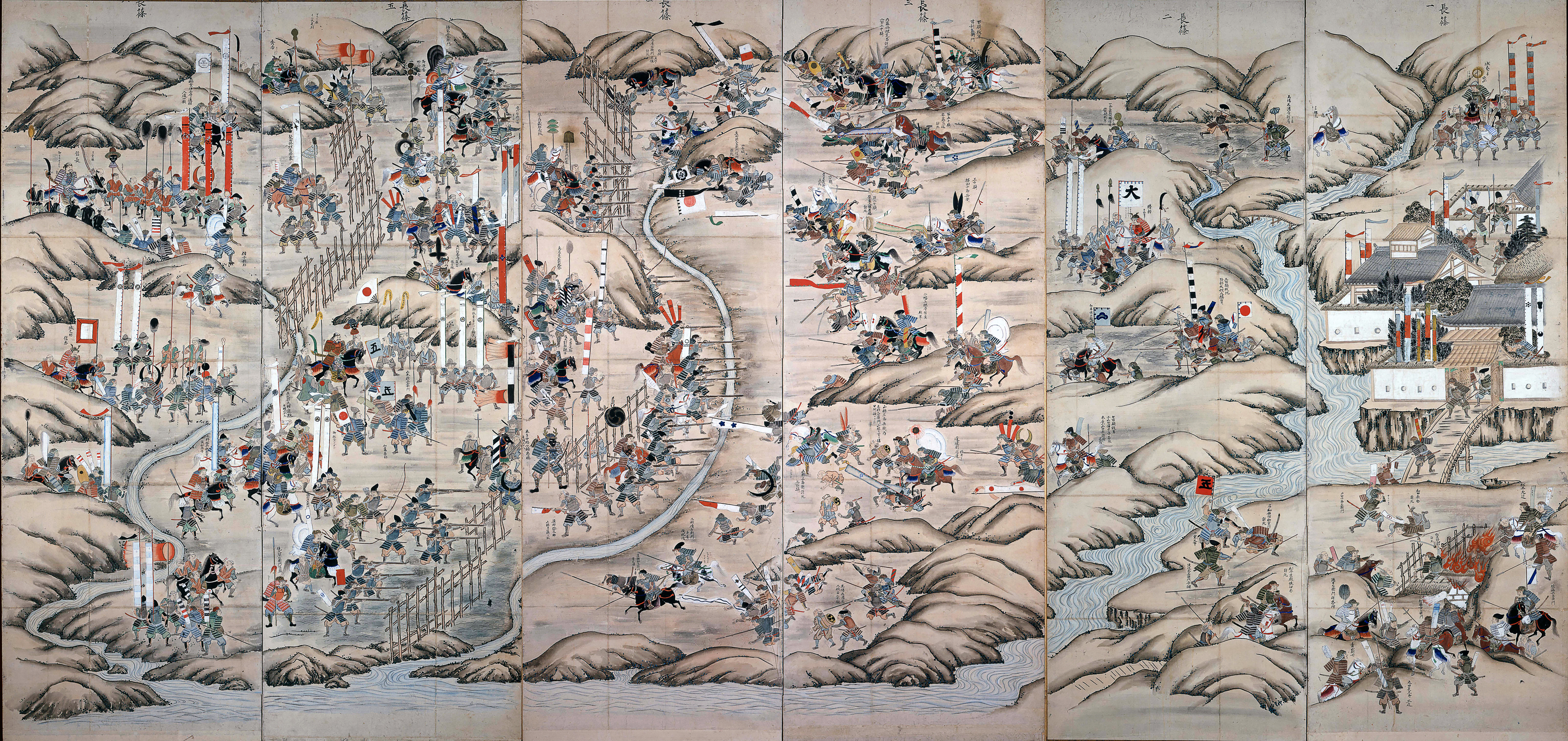
Representació de la batalla de Nagashino. Es poden observar alguns Hinomaru en les banderes.

#### Shogunat Tokugawa
El 1600, el país pràcticament va quedar dividit en dos bàndols, els quals es van enfrontar en la batalla de Sekigahara. De l'esmentat conflicte va resultar vencedor Tokugawa Ieyasu, que aquell mateix any va instaurar el shogunat Tokugawa, a més d'ordenar la ubicació del Hinomaru als pals dels seus vaixells perquè fossin la seva insígnia naval.
Durant el shogunat Tokugawa es va decretar una política coneguda com a sakoku, la qual restringia la comunicació amb la resta dels països, principalment amb les potències estrangeres. La reclusió va acabar el 1853, quan el comodor Matthew Perry va obligar el Japó a obrir les seves fronteres —en un episodi conegut com a «vaixells negres»—. Un any després, el 1854, el govern va ordenar que tots els vaixells japonesos portessin el Hinomaru perquè es distingissin dels vaixells estrangers. Abans d'això, banderes amb diferents tipus de Hinomaru s'havien utilitzat en embarcacions que comerciaven amb Rússia i els Estats Units.
Ja a finals d'aquesta època, el disc solar vermell era habitual a les banderes de diferents grups socials.

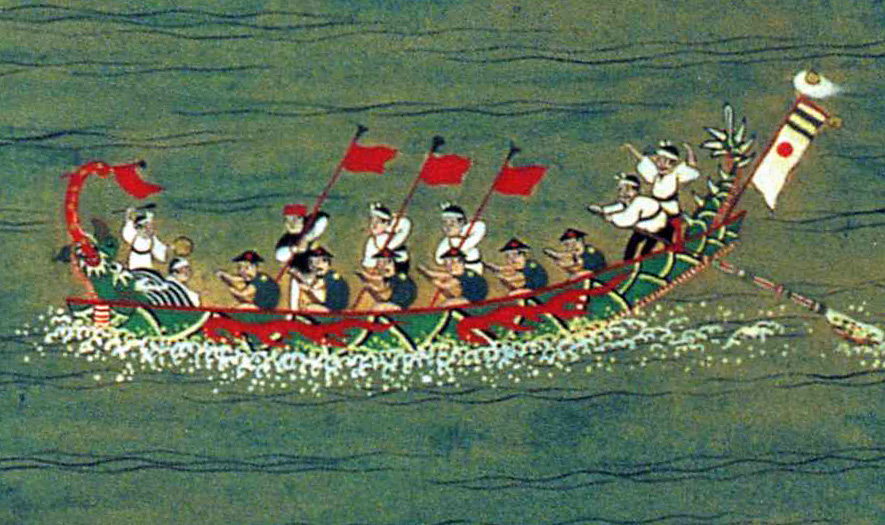
Dibuix del segle xix d'una embarcació en Ryukyu, similar al vaixell-drac.
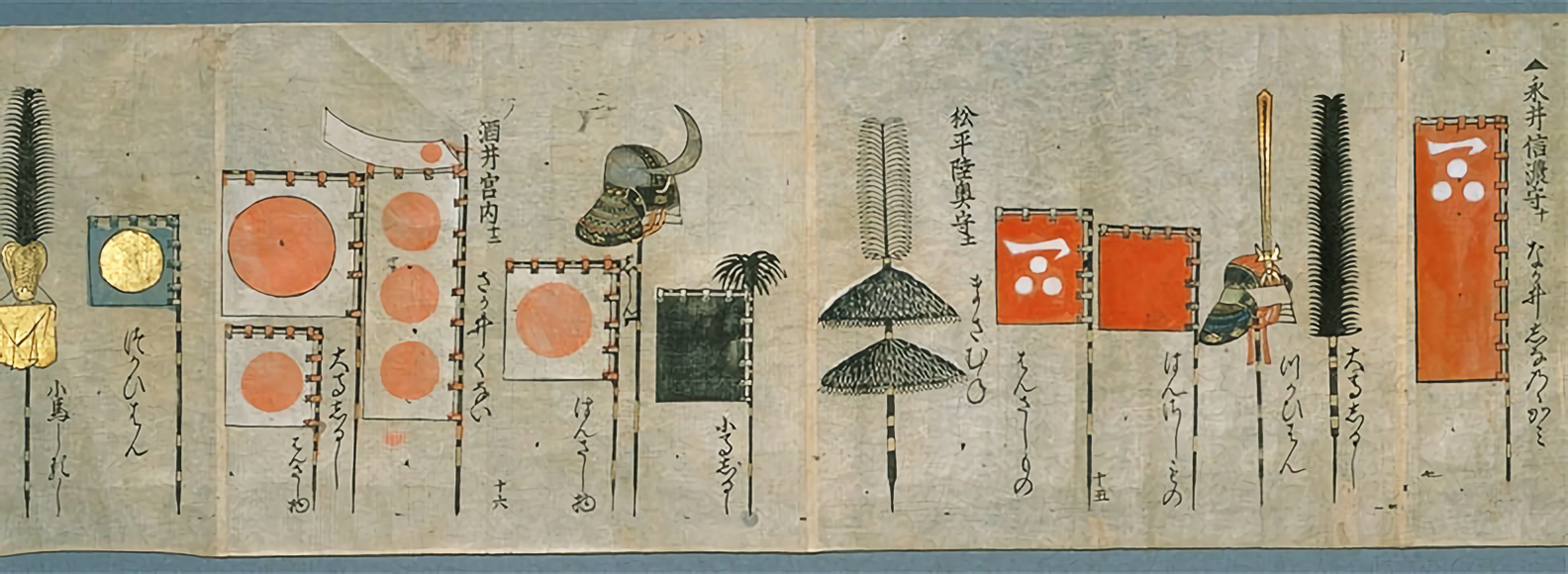
Vista d'una de les pàgines del Ō uma jirushi, obra escrita pel monjo Kyūan a començaments del període Edo. S'aprecia el Hinomaru, utilitzat pel clan Sakai.
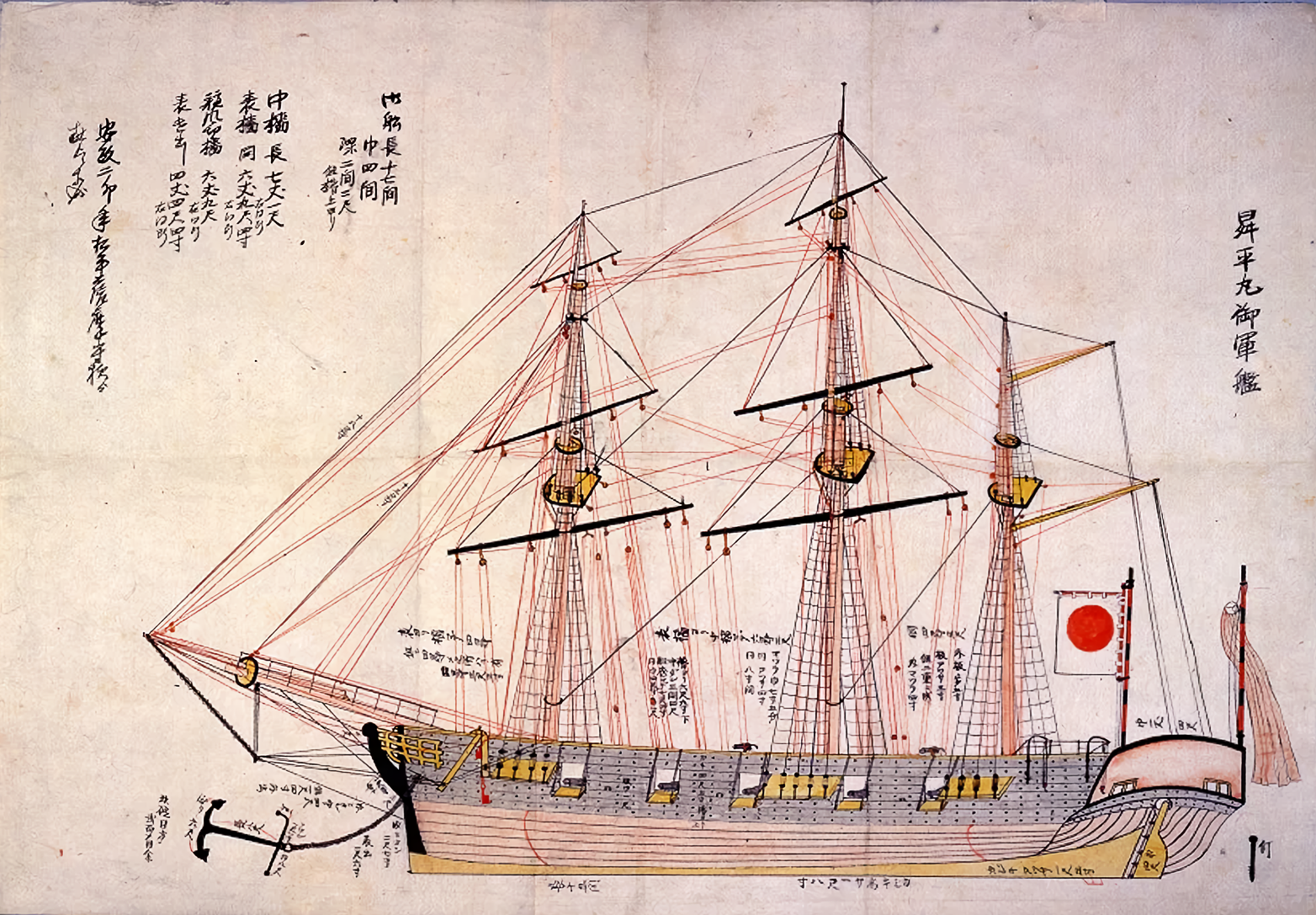
El Shōhei Maru, el primer vaixell de guerra japonès a l'estil occidental.

### Restauració Meiji
L'actitud que va prendre el shogunat davant les potències estrangeres va motivar la inconformitat de diversos grups socials, que van lluitar per la tornada a l'activitat política de l'emperador, reclòs a assumptes religiosos des de diversos segles enrere. La situació va derivar en la guerra Boshin, amb la consegüent renúncia de l'últim shogun Tokugawa. Curiosament, durant l'esmentat conflicte, tant bel·ligerants aliats al shogunat com els que donaven suport a l'emperador van utilitzar la bandera del Hinomaru. L'emperador va prendre llavors les regnes del país i el seu govern va començar un procés de modernització del país. Dues proclamacions del 1870, dutes a terme pel Consell d'Estat (Daij-kan) el cos governant en els inicis de l'era Meiji, donaven sengles provisions per al disseny d'una bandera nacional. Una bandera amb un disc solar va ser adoptada com a nacional per als vaixells mercants en la Proclamació núm. 57 del tercer any de Meiji —expedida el 27 de febrer de 1870—, mentre que una altra bandera nacional era utilitzada per l'Armada sota la Proclamació núm. 651 del tercer any de Meiji —expedida el 27 d'octubre de 1870—. Un any més tard, tanmateix, les responsabilitats legislatives van recaure en la Cambra d'esquerra (Sa-in) i finalment, el 1885, el Consell va ser reemplaçat pel Gabinet (Naikaku). Totes les lleis prèvies que no van ser publicades a la Gaseta Oficial del Japó van ser abolides, així com les «declaracions» del Consell. El Hinomaru va ser llavors la bandera nacional conforme a la llei fins al 1885 -el que la converteix a la primera bandera nacional adoptada- i posteriorment a la bandera nacional de facto, ja que no s'havia aprovat cap altra llei per a aquest símbol durant la Restauració Meiji.
Mentre que la idea dels símbols nacionals resultava estranya per als japonesos, el govern Meiji la necessitava per comunicar-se amb la resta dels països. Posteriors implementacions per part del govern li van donar major identificació al país, incloent-hi l'himne Kimigayo i el segell imperial. Es va instaurar a més el xintoisme estatal, mitjançant el qual es va buscar una unitat nacionalista a l'estat, recolzat en les creences del xintoisme. Entre altres mesures, es va instaurar un nou calendari que va reemplaçar el de les cinc festivitats a l'any (gosseku), i durant les noves celebracions, el govern va pressionar als habitants perquè el Hinomaru fos fet onejar en aquestes dates, fins i tot sota coerció de la policia.

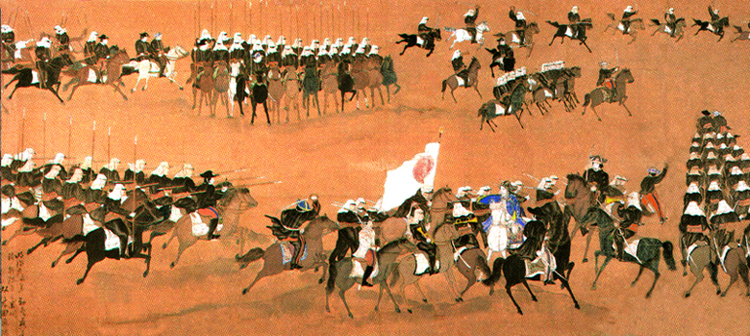
Cavalleria durant els darrers anys del shogunat Tokugawa, a l'estil francès.
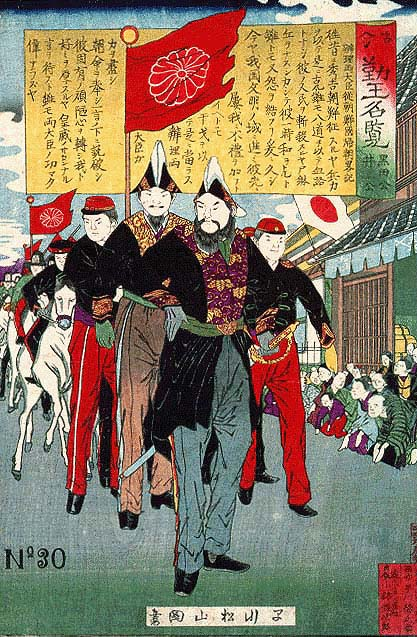
Nishiki-e de l'era Meiji que representa Kuroda Kiyotaka. A la dreta s'observa un Hinomaru onejant en una casa.
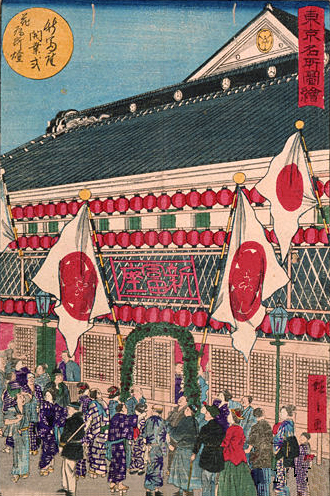
Nishiki-e de 1878: La gran obertura del teatre Shintomi i les seves fabuloses llums de gas. Es pot apreciar un Hinomaru en l'extrem dret de la imatge.

### Imperialisme japonès i Guerra del Pacífic

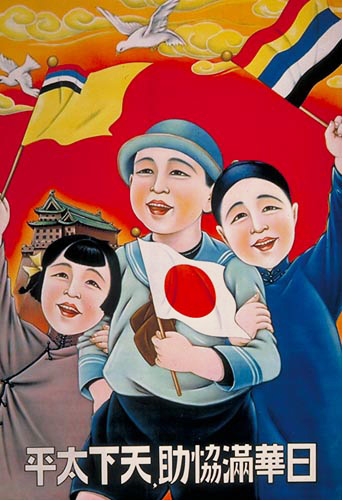
Pòster propagandístic de l'harmonia entre els japonesos, xinesos i manxús. El text diu: «Amb la cooperació del Japó, la Xina i Manxukuo, el món pot estar en pau».

L'ús de la bandera nacional va augmentar així que el Japó es convertia en imperi, i el Hinomaru va ser present durant les celebracions de les victòries de la primera Guerra Sinojaponesa i la guerra russojaponesa. A més, la bandera es va utilitzar en els esforços bèl·lics al llarg de tot el país. Malgrat això, el 1931, un membre de la Cambra de Representants va proposar un projecte de llei perquè la bandera assolís el nivell de símbol nacional (Dai Nihon teikoku kokki han), que va ser rebutjat per la Cambra de Pares.
Una pel·lícula propagandística del 1934 mostrava banderes d'altres països com a incompletes i defectuoses en els seus dissenys, mentre que la japonesa era perfecta en totes les seves formes. En 1937, un grup de nenes de la prefectura d'Hiroshima van mostrar solidaritat amb els soldats que lluitaven a la Xina durant la Segona Guerra Sinojaponesa, menjant Hinomaru bento, consistents en un umeboshi al mig d'un llit d'arròs. El Hinomaru bento va esdevenir el principal símbol de la mobilització de guerra i solidaritat dels soldats fins a la dècada del 1940.
Les primeres victòries de la guerra contra la Xina van provocar que el Hinomaru s'utilitzés novament en les celebracions. Es diu que la bandera podia veure's a les mans de tots els japonesos durant les desfilades.
Durant aquest període, els llibres de text ensenyaven el Hinomaru amb diferents consignes, les quals expressaven devoció a l'emperador i al país. El patriotisme va ser ensenyat com una virtut als nens japonesos. Expressions de patriotisme, tals com portar la bandera o retre culte a l'emperador tots els dies, eren considerats hàbits del «bon japonès».
La bandera va ser una eina de l'imperialisme japonès en les àrees ocupades del Sud-est d'Àsia durant la Segona Guerra Mundial: les persones havien d'usar la bandera i els nens havien de cantar el Kimigayo a l'escola mentre s'hissava la bandera en les cerimonieres. En algunes àrees, es van permetre banderes locals, com en les Filipines, Indonèsia i Manxukuo, encara que en algunes altres colònies —com en el cas de Corea— el Hinomaru i altres símbols es van utilitzar per relegar els coreans a un estatus de segona classe dins de l'imperi.
Per als japonesos, el Hinomaru era «la bandera del sol naixent que il·luminarà la foscor de tot el món». Para els occidentals, era un dels símbols militars més poderosos del Japó.

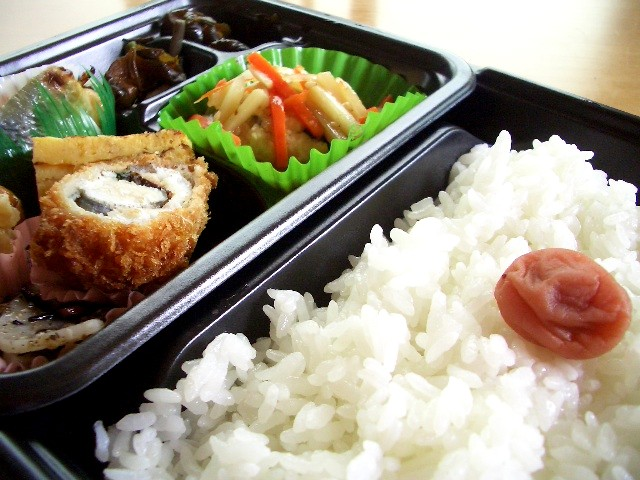
Un makunouchi, un tipus de bentō japonès. A la dreta es veu un Hinomaru bentō, molt popular durant l'imperialisme del Japó. Consisteix d'un llit de gohan —arros blanc cuit al vapor— amb un umeboshi en el centre.
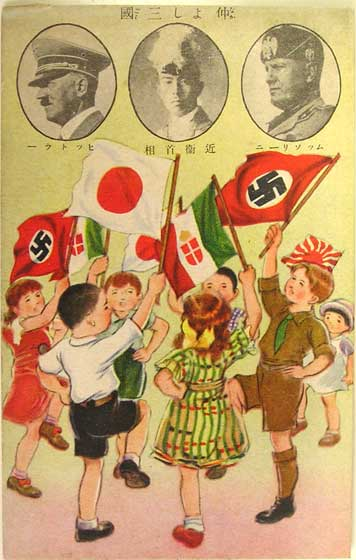
Nens onejant les banderes del Japó, Itàlia i l'Alemanya nazi. 1938.
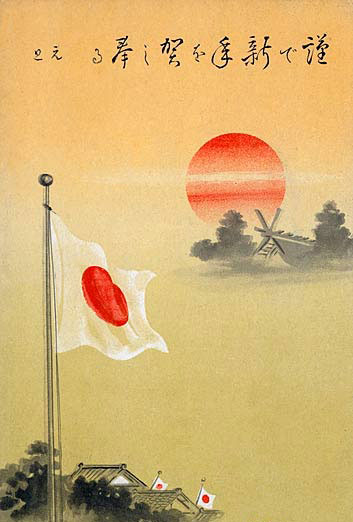
Targeta de Cap d'Any de 1905 amb la imatge del Hinomaru.
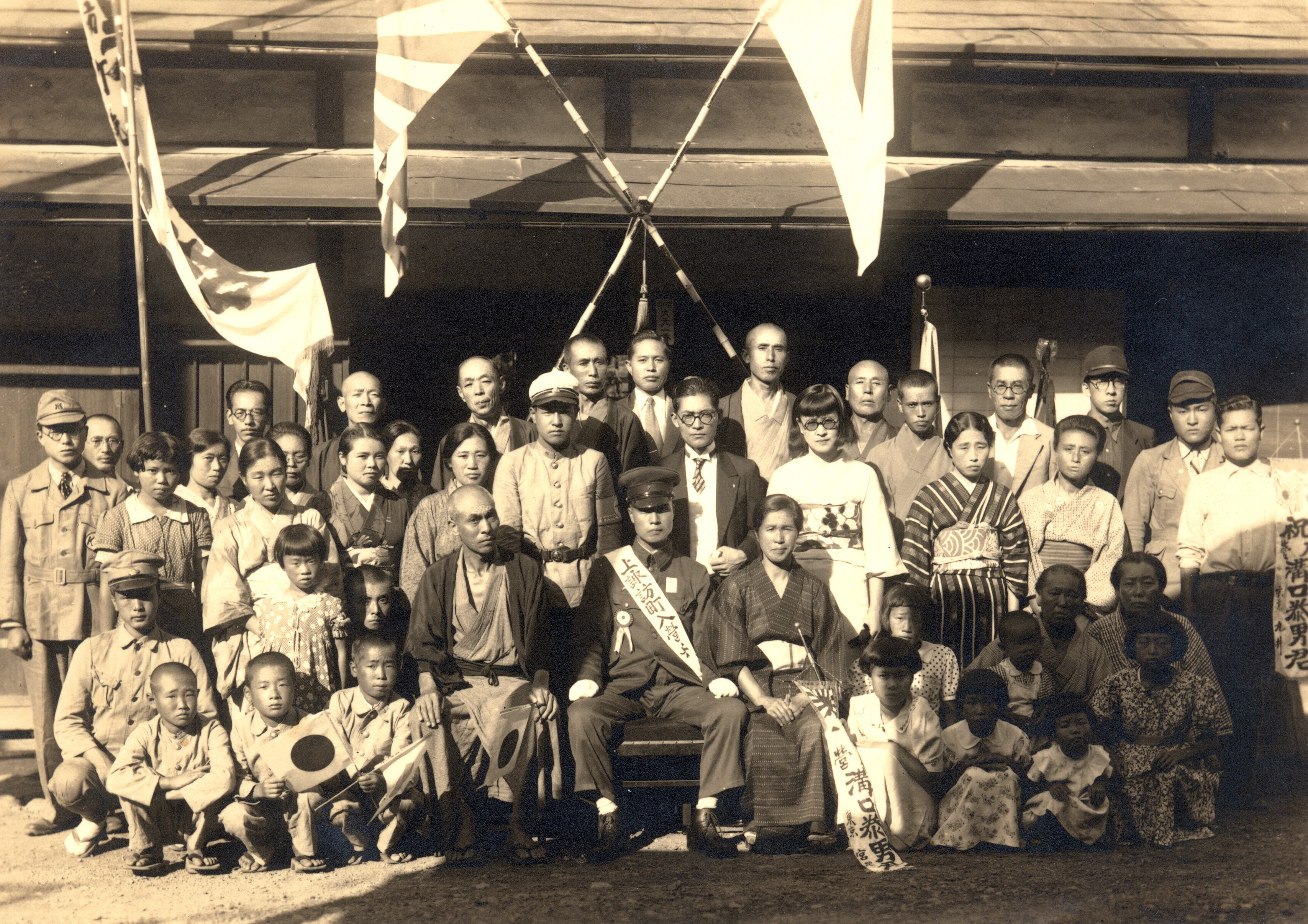
Fotografia d'un allistament de la dècada de 1930. El Hinomaru és exhibit en la casa i és portat per diversos nens.

### Ocupació estatunidenca

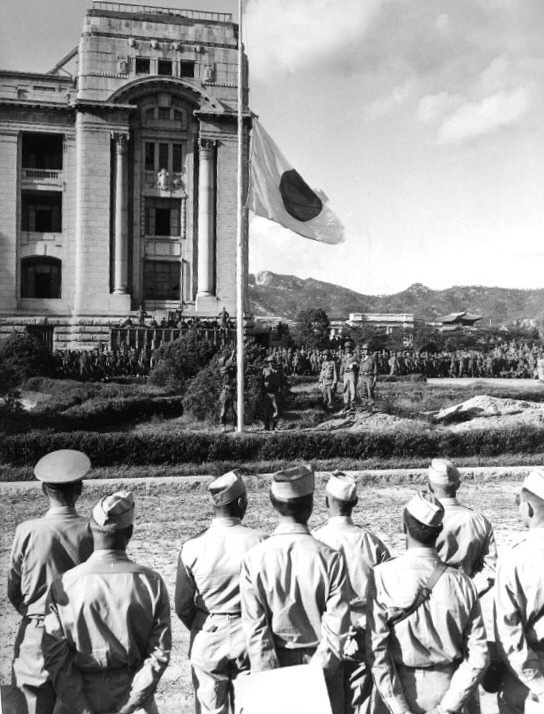
El Hinomaru, mentre és descendit a Seül, Corea, el 9 de setembre de 1945, dia de la rendició.

El Hinomaru va ser la bandera nacional de facto durant tota la Segona Guerra Mundial i el període d'ocupació. No obstant això, en els primers anys de postguerra era necessari el permís del comandant suprem de les forces aliades per hissar la bandera del sol naixent.
Les fonts existents divergeixen en el grau de l'ús del Hinomaru es va veure restringit. Encara que algunes referències utilitzen el terme «prohibir», les restriccions originals eren severes, però no van arribar mai a la total prohibició.
Després de la Segona Guerra Mundial, els vaixells japonesos civils de l'Autoritat de Control de Navegació dels Estats Units per a la marina mercant japonesa utilitzar una insígnia. Modificada a partir del codi de senyalització, la insígnia va ser utilitzada des del setembre de 1945 fins a la fi de l'ocupació nord-americana. Per la seva banda, els vaixells nord-americans que operaven en aigües japoneses utilitzaven una bandera de senyalització modificada de la «O» com la seva insígnia.
El 2 de maig del 1947, el general Douglas MacArthur va aixecar les restriccions concernents a l'ús en públic del Hinomaru a l'Edifici de la Dieta Nacional, el Palau Imperial, la residència del primer ministre i l'edifici de la Cort Suprema, això amb la ratificació de la nova Constitució del Japó. Les restriccions es van relaxar encara més el 1948, quan es va permetre als ciutadans onejar la bandera en celebracions nacionals. El gener del 1949, les restriccions es van abolir definitivament permetent a tots fer onejar el Hinomaru en qualsevol moment sense cap mena de permís. Com a resultat, es va encoratjar en escoles i llars onejar la bandera fins a prop de la dècada de 1950.

### Des de la postguerra al 1999

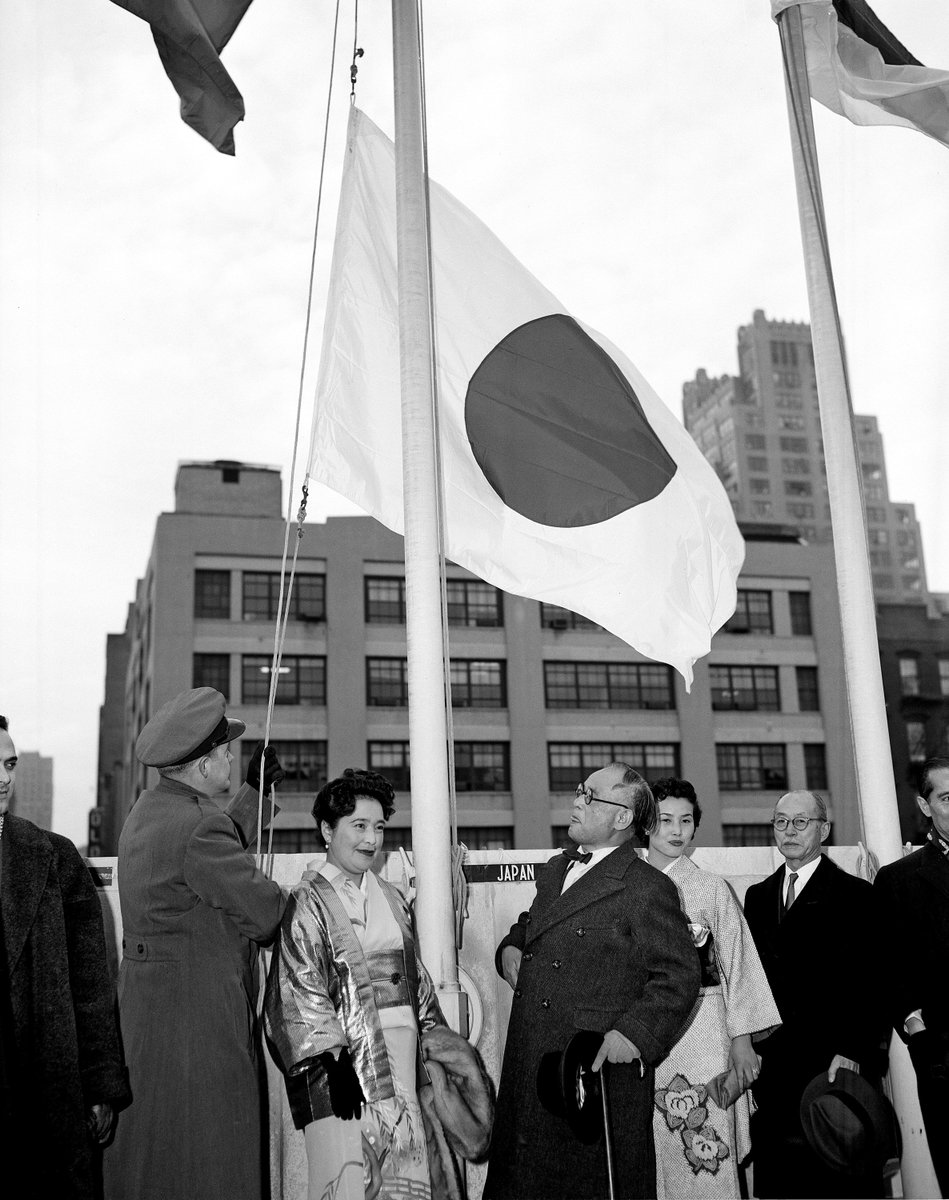
El Hinomaru mentre és hissat a les oficines de les Nacions Unides en Nova York (1956).

Des de la Segona Guerra Mundial, la bandera del Japó ha estat anomenada per l'associació que se'n té amb el passat militarista del país; crítiques similars s'han fet contra l'himne nacional. Els sentiments al voltant del Hinomaru i el Kimigayo van representar un canvi, del sentiment patriòtic del «Dai Nippon» —Gran Japó— al pacifista i antimilitar «Nihon». A causa d'aquest canvi ideològic, la bandera va ser utilitzada amb menys freqüència al Japó després de la guerra, malgrat que les restriccions del Comandant Suprem de les Forces Aliades van ser aixecades el 1949.
Mentre que el Japó va començar a restablir les seves relacions diplomàtiques, el Hinomaru va ser utilitzat com a arma política a l'exterior. En una visita de l'emperador Shōwa i l'emperadriu Kōjun als Països Baixos, el Hinomaru va ser incendiat per ciutadans d'aquest país, qui demandaven que, o l'emperador tornés al seu país, o que fos enjudiciat per la mort de presoners de guerra neerlandesos durant la guerra. Internament, la bandera ni tan sols va ser utilitzada durant les protestes en contra del nou acord d'estatus de forces militars negociades entre els Estats Units i el Japó. La bandera utilitzada amb major freqüència pels sindicats i altres col·lectius de protesta va ser la bandera vermella de revolta.
Quan Tòquio va acollir els Jocs Olímpics de 1964 es va plantejar un nou problema amb la bandera. Abans de la celebració dels jocs, la mida del disc solar va ser canviada en considerar que no impactava en ser hissada al costat d'altres banderes. Tadamasa Fukiura, un especialista en colors, va decidir col·locar el disc solar a les dues terceres parts de la longitud de la bandera. Fukiura a més va decidir els colors de la bandera de 1964, així com la dels Jocs Olímpics de 1998 a Nagano.
El 1989, la mort de l'emperador Shōwa va implicar problemes morals respecte a la bandera. Alguns conservadors consideraven que si la bandera podia utilitzar-se durant les cerimònies sense obrir velles ferides, potser hi hauria una possibilitat que el Hinomaru es convertís a la bandera nacional sense que el seu significat constituís un repte. Durant un període de sis dies, la bandera va fer onejar a mitja asta o va ser coberta amb tela negra al llarg de tot el país. Malgrat els brots de protestes i actes de vandalisme comesos, la presència de la bandera el dia del funeral de l'emperador, així com el dret de les escoles de col·locar a mitja asta la bandera sense reserves, va significar un èxit per als conservadors.

### Des del 1999

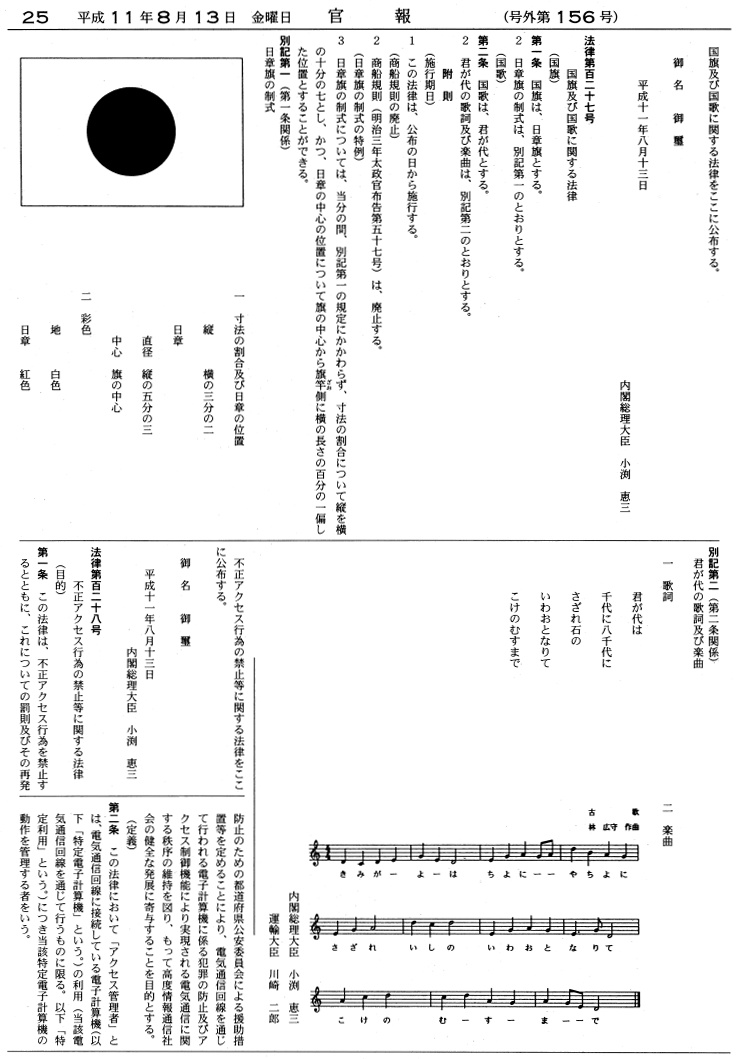
La llei sobre la bandera i l'himne nacional, tal com va aparèixer a la Gaseta Oficial el 15 d'agost del 1999.

La llei sobre la bandera i l'himne nacional (国旗及び国歌に関する法律, Kokki Oyobi Kokka ni Kansuru Hōritsu) va ser aprovada el 1999, amb la qual es van proclamar símbols nacionals del Japó el Hinomaru i el Kimigayo.
La proposta de llei va derivar del suïcidi del director d'una escola a Hiroshima, que no va poder resoldre una disputa entre la junta de l'escola i els professors pel que fa a una discussió del Hinomaru i el Kimigayo.
El primer ministre Keizō Obuchi, del Partit Liberal Democràtic, va decidir preparar les lleis necessàries perquè ambdós símbols nacionals es convertissin en els oficials l'any 2000. El seu secretari general del gabinet, Hiromu Nonaka, volia que la respectiva legislació estigués acabada per al desè aniversari de la coronació d'Akihito com a emperador.
Els principals defensors de la proposta van ser els membres del Partit Liberal i del Kōmeitō, mentre que l'oposició incloïa el Partit Socialdemòcrata i el Partit Comunista, que al·legaven les vinculacions d'ambdós símbols nacionals amb l'època militarista. El Partit Comunista no va permetre que l'assumpte es decidís per mitjà dels ciutadans, mentre que el Partit Democràtic del Japó no podia arribar al consens dins de les seves pròpies files. El seu president, Naoto Kan, va assegurar que el partit havia de donar suport a la proposta, perquè la institució havia reconegut ja ambdós símbols com a nacionals. Tant el Secretari General de la Diputació com el futur primer ministre pensaven que la proposta causaria més divisions dins de la societat i les escoles públiques.
La Cambra de Representants va aprovar la proposta el 22 de juliol de 1999, amb 406 vots a favor i 86 en contra. La legislació es va enviar a la Cambra de Consellers el 28 de juliol, sent aprovada el 9 d'agost. Va ser proclamada com a llei el 13 del mateix mes. Intents per part del Partit Democràtic durant la votació perquè només el Hinomaru fos nomenat bandera oficial van ser rebutjats per la Dieta.
El 8 d'agost del 2009 es va prendre una fotografia durant una reunió del Partit Democràtic amb motiu de les eleccions generals per a la Cambra de Representants d'aquell any en la qual s'apreciava un estendard penjant del sostre, el qual s'havia fet tallant dues banderes Hinomaru i s'havien unit formant el logotip del partit. Els membres del Partit Liberal es van sentir ofesos i el primer ministre, Tarō Asō, va assegurar que l'esmentat acte era imperdonable. En resposta, el president del Partit Democràtic, Yukio Hatoyama -qui havia votat per la Llei Concernent a la Bandera i l'Himne Nacional-, va assegurar que l'estendard no era un Hinomaru, per la qual cosa no s'havia de considerar com a tal.

## Disseny

La bandera té una proporció de dos per tres (2:3). El diàmetre del disc solar és de tres cinquens de la longitud de la bandera i està col·locat directament en el centre.

Aprovada el 1870, la Proclamació núm. 57 del primer ministre comptava amb dues provisions relacionades amb la bandera nacional. La primera provisió especificava com i qui hissava la bandera, mentre que la segona especificava com s'havia de fer la bandera. La proporció especificada era de set unitats de llarg per deu d'ample (7:10). El disc vermell, representant al Sol, va ser calculat en tres cinquenes parts de la mida total del llarg. La llei estipulava que el disc fos en el centre, encara que usualment es col·locava a la centena (1/100) cap al costat del pal. El 3 d'octubre d'aquell mateix any, es va aprovar una altra sèrie de regulacions per al disseny de la insígnia mercant i altres banderes navals. Per a la bandera mercant, la proporció es va estipular en dues unitats de llarg per tres d'ample (2:3). La mida del disc va ser la mateixa, encara que es va col·locar a la vintena (1/20) cap al costat del pal.
En aprovar-se la Llei Concernent a la Bandera i l'Himne Nacional, les dimensions de la bandera es van modificar lleugerament. La proporció total es va canviar a dues unitats de llarg per tres d'ample (2:3). El disc solar es va moure cap al centre, tot i que la mida d'aquest va continuar sent la mateixa.
El fons de la bandera és blanc amb un disc solar vermell, però el to exacte del color no va ser definit en la llei de 1999. L'única posta donada és que el color vermell era d'un to «intens».
Establert per l'Agència de Defensa del Japó (avui dia el Ministeri de Defensa) el 1973, la llista d'especificacions del color vermell de la bandera es va determinar com a 5R 4/12, mentre que el blanc és N9 en el sistema de color de Munsell. El document va ser canviat el 21 de març del 2008, de tal manera que la construcció de la bandera segons la legislació i la taula de colors de Munsell coincidissin. El document esmenta la fibra acrílica i el niló com a teles que poden usar-se en la confecció de banderes utilitzades per a l'exèrcit. Per a l'acrílic, el color vermell són 5.7 R 3.7/15.5 i el blanc N9.4; niló té 6.2 R 4/15.2 per a vermell i N9.2 per a blanc. En un document emès per l'oficina d'Assistència Oficial de Desenvolupament, el color vermell per al Hinomaru i el logotip de l'organització és definit com DES. 156 i CMYK 0-100-90-0. Durant les deliberacions per establir el marc legal de la llei sobre els símbols nacionals de 1999, es va suggerir que s'usés un to de roig brillant o un color d'acord amb la normativa industrial japonesa.
| Color oficial (blanc) | Color oficial (roig)    | Sistema de colors | Font                                                               | Any  | Enllaç |
| --------------------- | ----------------------- | ----------------- | ------------------------------------------------------------------ | ---- | ------ |
| N9                    | 5R 4/12                 | Munsell           | DSP Z 8701C                                                        | 1973 | [ 75 ] |
| N/D                   | 156                     | DIC               | ODA Symbol Mark Guidelines                                         | 1995 | [ 76 ] |
| N/D                   | 0-100-90-0              | CMYK              | ODA Symbol Mark Guidelines                                         | 1995 | [ 76 ] |
| N9.4 (Acrílico)       | 5.7R 3.7/15.5 (Acrylic) | Munsell           | DSP Z 8701E                                                        | 2008 | [ 75 ] |
| N9.2 (Nailon)         | 6.2R 4/15.2 (Nailon)    | Munsell           | DSP Z 8701E                                                        | 2008 | [ 75 ] |
| N/D                   | 032 Coated              | Pantone           | Guia de protocols dels Jocs Olímpics del 2008 – Manual de banderes | 2008 | [ 81 ] |

## Usos i costums

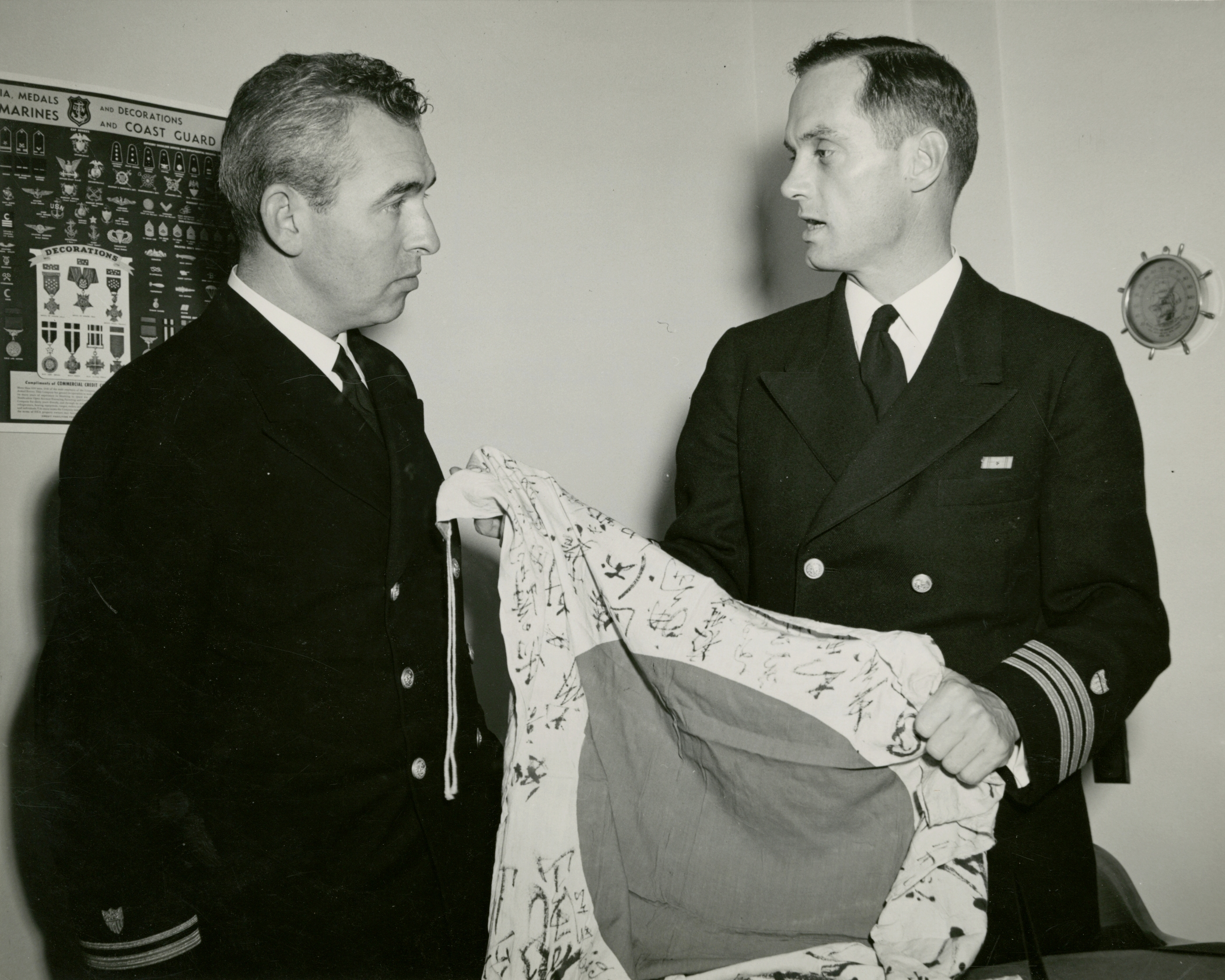
Exemple d'un Hinomaru Yosegaki. El comandant Dwight Hodge Dexter ensenya la bandera japonesa al LTJG Mel Venter durant una conferència en San Francisco el 1943.

Quan va sorgir el Hinomaru, el govern va demanar als ciutadans que saludessin a l'emperador amb la bandera, la qual cosa va ocasionar cert ressentiment entre la població i algunes protestes. L'acceptació de la bandera per part de la ciutadania va requerir algun temps.
Durant la Segona Guerra Mundial, era un costum popular que amics, companys de classe, així com familiars d'un soldat firmessin un Hinomaru i l'hi obsequiessin. La bandera també era utilitzada com a amulet per a la bona sort i una pregària amb la intenció que el soldat tornés a casa sa i estalvi del front de combat. El terme utilitzat per a aquest amulet és Hinomaru Yosegaki. Una de les tradicions diu que res del que s'escrigui no ha de tocar el disc solar. Després de les batalles, les banderes van ser amb freqüència capturades o trobades als cossos dels soldats morts. Encara que les banderes es van convertir en souvenirs, existeix una tendència creixent que consisteix a enviar-les als descendents del soldat al qual pertanyien.
La tradició d'escriure en una bandera encara continua, tot i que d'una manera més limitada. El Hinomaru Yosegaki encara pot veure's en esdeveniments esportius, en què es vol donar suport l'equip nacional. Un altre exemple és el hachimaki, una banda per al cap de color blanc i amb un disc vermell al centre. Durant la guerra, les frases «victòria segura» (必勝, Hisshō) o «set vides» s'escrivien en el hachimaki, els quals eren usats pels pilots kamikazes, que demostrava que estaven disposats a morir pel seu país.
Abans de la guerra, es demanava que totes les llars exhibissin un Hinomaru durant les celebracions nacionals. Actualment, la bandera del Japó es desplega gairebé únicament en edificis del govern nacional o local, tals com ajuntaments. No és habitual veure-les en llars o edificis comercials, tot i que algunes persones i companyies recomanen hissar una bandera durant les festes. Tot i que el govern japonès encoratja els ciutadans i residents a onejar la bandera durant celebracions, no estan obligats legalment a fer-ho.
Des del 80è aniversari de l'emperador, el 23 de desembre del 2002, la Kyushu Railway Company ha posat banderes en 300 estacions.

## Percepció actual

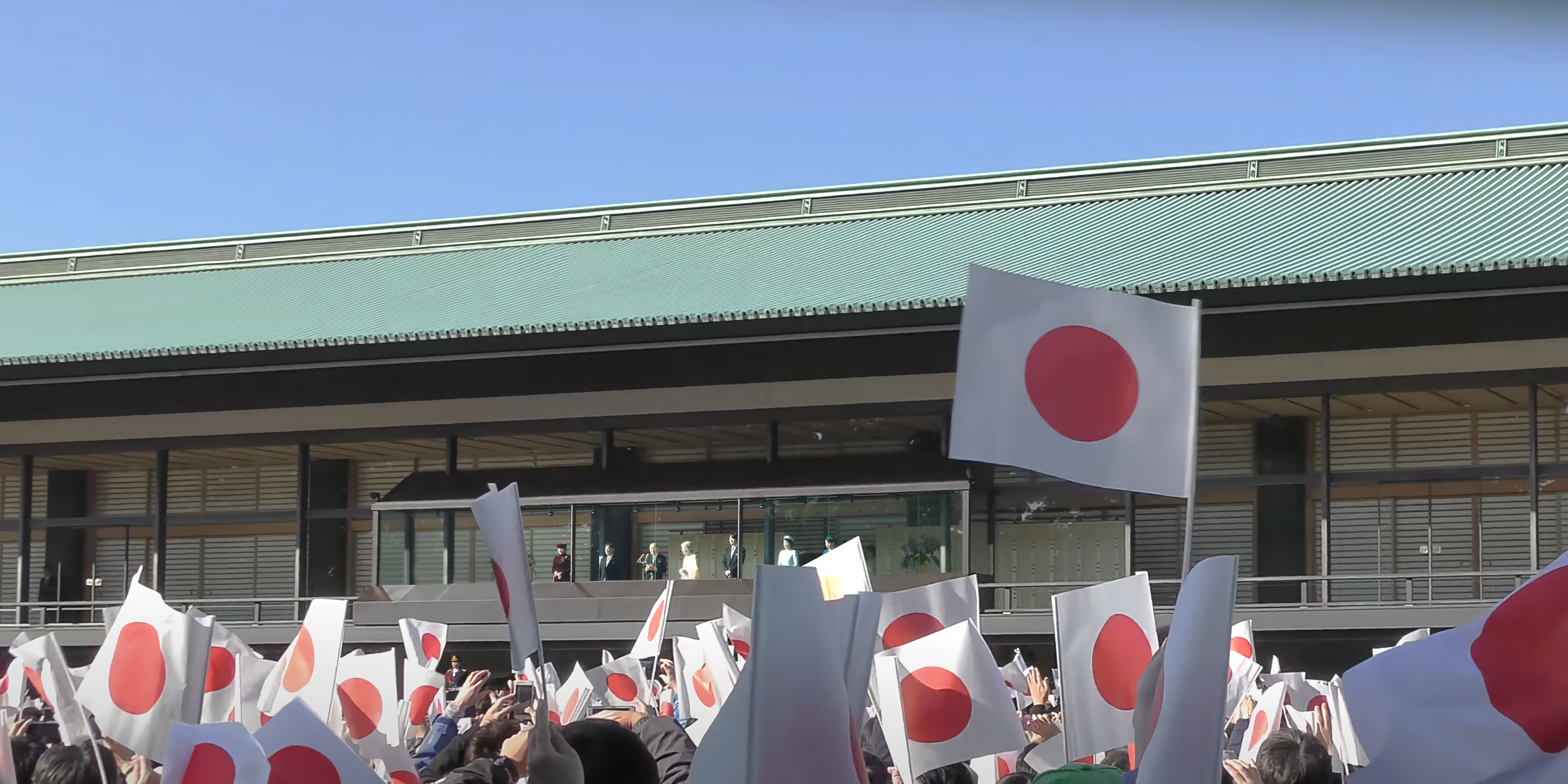
L'emperador Akihito es prepara a saludar la multitud que l'esperen al Palau Imperial fent onejar banderes del Japó durant el seu aniversari. Fotografia feta el 23 de desembre del 2017.

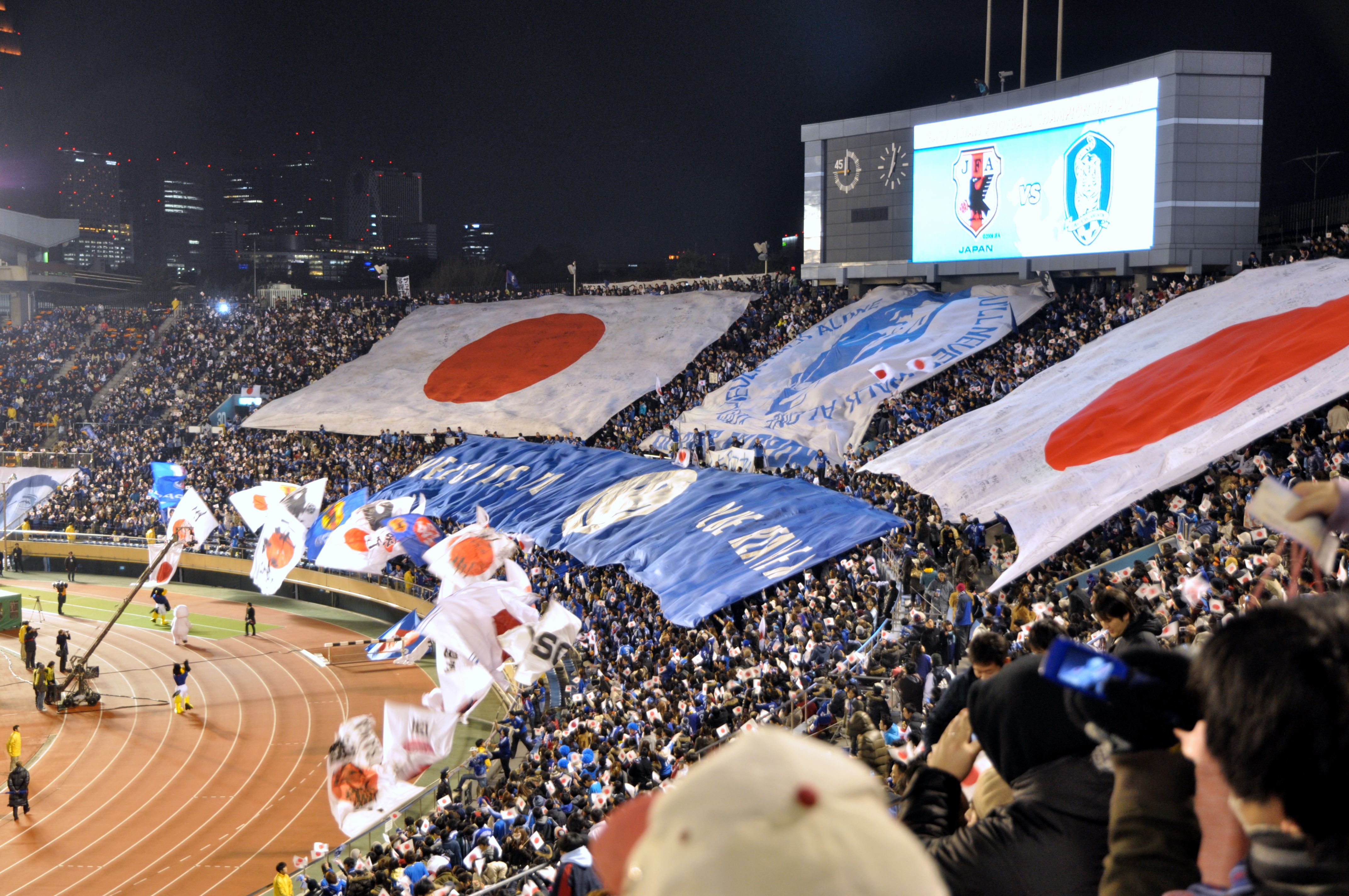
Banderes del Japó a l'Estadi Olímpic de Tòquio durant la final del Campionat de Futbol de l'Est d'Àsia. Fotografia feta el 14 de febrer del 2010.

D'acord amb enquestes dels principals mitjans de comunicació, la majoria dels japonesos percebien la bandera com a nacional fins i tot abans de l'aprovació de la respectiva llei del 1999. Malgrat això, controvèrsies al voltant de l'ús de la bandera en esdeveniments escolars o en els mitjans encara tenen lloc. Per exemple, diaris liberals com l'Asahi Shimbun i el Mainichi Shimbun sovint escriuen articles crítics sobre la bandera nacional, reflectint l'espectre polític dels seus lectors.
Exhibir el Hinomaru en llars i negocis també es debat entre la societat japonesa. A causa de l'associació del Hinomaru amb activistes uyoku dantai —dreta—, reaccionaris o hooliganisme, en algunes llars i negocis s'ha decidit no onejar la bandera. Per a altres japonesos, la bandera representa l'època durant la qual la democràcia va ser suprimida, quan el Japó va ser un imperi.
Una percepció negativa del símbol patri és habitual en antigues colònies del Japó així com dins del mateix país, tal com en el cas d'Okinawa. Un exemple important va tenir lloc el 26 d'octubre del 1987, quan l'amo d'un supermercat d'Okinawa va incendiar una bandera abans de l'inici del Festival Nacional Esportiu del Japó. Qui va incendiar la bandera, Chibana Shichi, va assegurar que ho va fer només per mostrar la seva oposició a les atrocitats comeses per les forces armades del Japó així com la presència de les forces nord-americanes, però a més per evitar que s'exhibís en públic. Un altre exemple d'incident va passar a Okinawa, en què una bandera que va ser tirada durant les cerimònies escolars, en la qual els estudiants es negaven a donar honors a la bandera mentre era hissada mentre s'entonava el Kimigayo.
En la República de la Xina i a Corea del Sud, ambdues nacions ocupades durant l'Imperi del Japó, l'adopció del Hinomaru com a bandera nacional va anar vist com una reacció d'aquest país cap a la dreta i un pas cap a la remilitarització. La proclamació de la respectiva llei també va coincidir amb els debats sobre l'estatus del Santuari Yasukuni, la cooperació militar amb els Estats Units i la creació d'un míssil de defensa. En altres països que el Japó va ocupar, la llei de 1999 va ser presa amb reaccions diverses o simplement va ser passada per alt. A Singapur les generacions més velles encara tenen reaccions adverses cap a la bandera, encara que els més joves no comparteixen el punt de vista. El govern de les Filipines no solament no va creure que el govern japonès volgués tornar al militarisme, sinó que va assegurar que l'objectiu de la llei de 1999 era establir formalment dos símbols -la bandera i l'himne- en la llei, i que tot estat tenia dret de crear els seus símbols nacionals.
Al Japó no hi ha una llei que criminalitzi aquells que cremin la bandera, encara que no es permet que cap bandera estrangera sigui cremada a terra nacional.

## Protocol

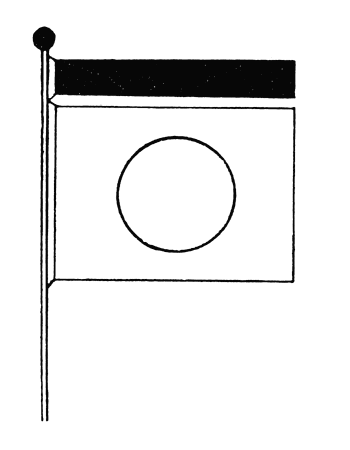
Diagrama publicat en la Regulació 1 de 1912 (Hissant la bandera de dol en honor de l'emperador).

D'acord amb el protocol, la bandera s'ha d'hissar des de l'alba fins a la posta de sol, encara que a les escoles i negocis se'ls permet hissar-la des de l'obertura fins al tancament. Quan la bandera del Japó és hissada junt amb la d'un altre país simultàniament, la bandera japonesa pren la posició d'honor i la bandera de l'altre país és hissada a la seva dreta. Ambdues banderes han d'estar a la mateixa alçada i ser de la mateixa mida. Quan més d'una bandera estrangera s'hissa junt amb l'amfitriona, les banderes es col·loquen segons l'ordre alfabètic dels seus països d'acord amb l'ordre prescrita per les Nacions Unides. Quan la bandera queda inservible per al seu ús posterior, és tradició que sigui incinerada en privat.
La Hinomaru té almenys dues maneres de ser hissada amb motiu de dol. La primera és hissar la bandera a mitja asta (半旗, Han-ki), costum comú amb altres països. Les oficines del Ministeri d'Afers Estrangers hissen la bandera a mitja asta quan es du a terme el funeral d'algun cap d'estat d'altres nacions. Un altre estil alternatiu per a ocasions de dol és cobrir la rematada circular de l'asta amb un drap negre i posar una cinta negra sobre la bandera, el que es coneix com a bandera de dol (弔旗, Chō-ki). Aquest estil data del 30 de juliol de 1912, quan l'emperador Meiji va morir i el gabinet va ordenar que la bandera nacional havia de ser hissada durant el dol a la mort de l'emperador. Altrament, el gabinet té a més l'autoritat d'anunciar l'hissat a mitja asta de la bandera.
La respectiva llei sobre la bandera no especifica com s'han de presentar els deguts honors a la bandera ni a l'himne, encara que diferents prefectures han establert les seves pròpies regulacions sobre l'ús del Hinomaru, així com d'altres banderes prefecurals. Per tant, no és obligatori que tots els assistents a alguna cerimònia s'aixequin per respecte a la bandera i cantin l'himne.

### Escoles públiques

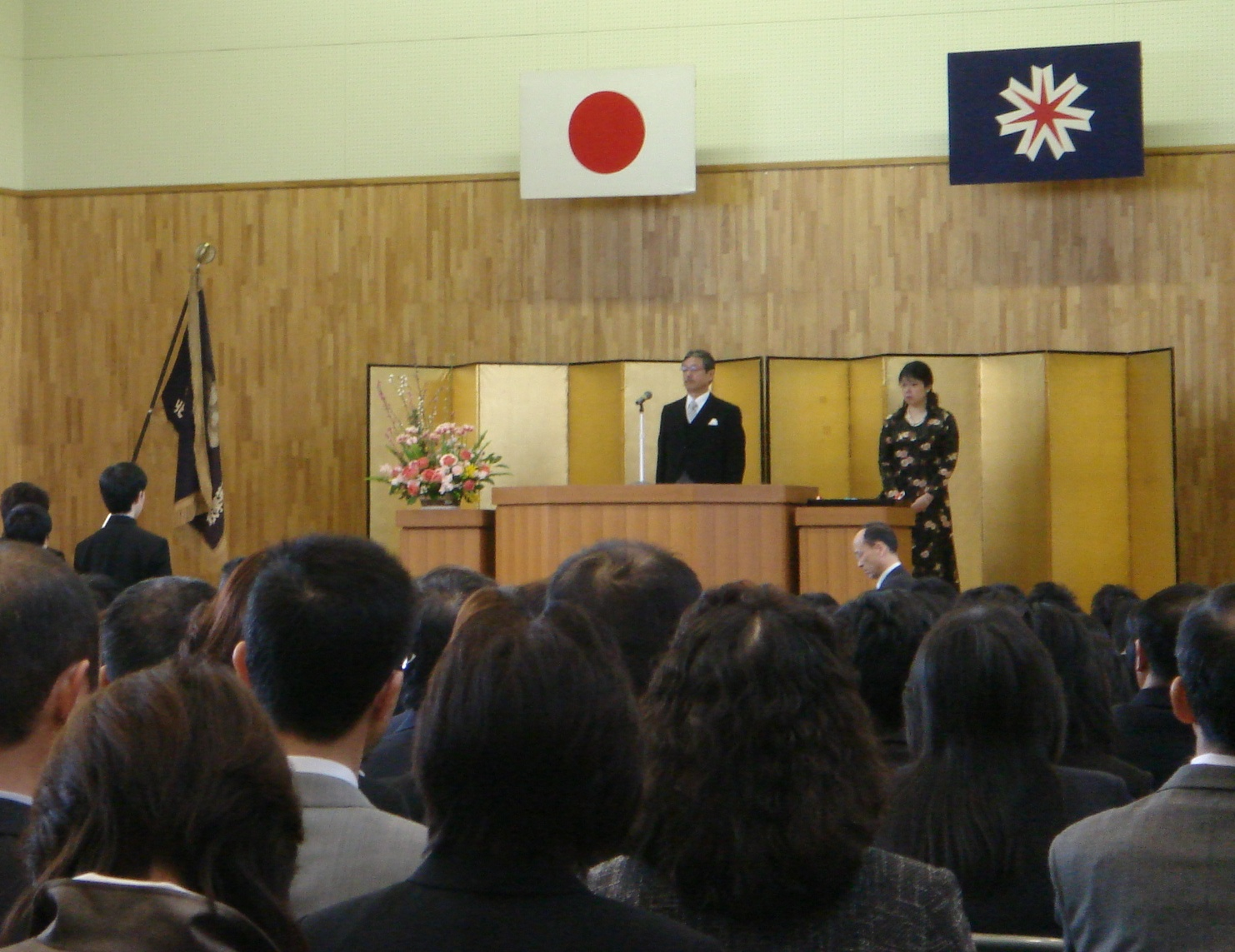
Una cerimònia de graduació en la prefectura de Hokkaido, en la qual es desplega tant el Hinomaru com la bandera de la prefectura.

Des delfinals de la Segona Guerra Mundial, el Ministeri d'Educació del Japó ha establert regulacions i reglaments per promoure l'ús dels símbols nacionals —tant el Hinomaru com el Kimigayo— a les escoles sota la seva jurisdicció. El primer d'aquests reglaments va ser publicat el 1950, on s'assegurava que era desitjable, si bé no requerit, l'ús d'ambdós símbols. Posteriorment, es va expandir de manera que ambdós símbols s'incloguessin a les festes nacionals i durant esdeveniments cerimonials, això a fi d'encoratjar els estudiants a conèixer el significat de les esmentades celebracions. En una reforma educativa del 1989, el govern —controlat pel Partit Liberal Democràtic— va assegurar que la bandera havia d'utilitzar-se en les cerimònies a l'escola i que s'havien de presentar honors tant a la bandera com l'himne. En aquell any i dins de les reformes també es van proclamar els càstigs pertinents per a aquells funcionaris escolars que no acatessin l'ordre anterior.
La guia curricular (学習指導要領, Gakushu sido yōryō) de 1999, proclamada pel Ministeri d'Educació després de l'aprovació de la llei de símbols nacionals, va decretar que «durant les cerimònies d'ingrés i graduació, les escoles han d'hissar la bandera del Japó i instruir els seus estudiants per cantar el Kimigayo, donada la importància de la bandera i la cançó». Addicionalment, un comentari del ministeri sobre la guia aquell mateix any assegurava que «donat l'avenç de la internacionalització, junt amb l'adopció del patriotisme i la consciència de ser japonès, és important nodrir l'actitud respectuosa dels nens de les escoles cap a la bandera i el Kimigayo, ja que ells creixen per ser ciutadans japonesos respectables en una societat internacionalitzada». El ministeri també va assegurar que si els estudiants japonesos no podien respectar els seus propis símbols, no serien capaços de respectar els símbols d'altres nacions.

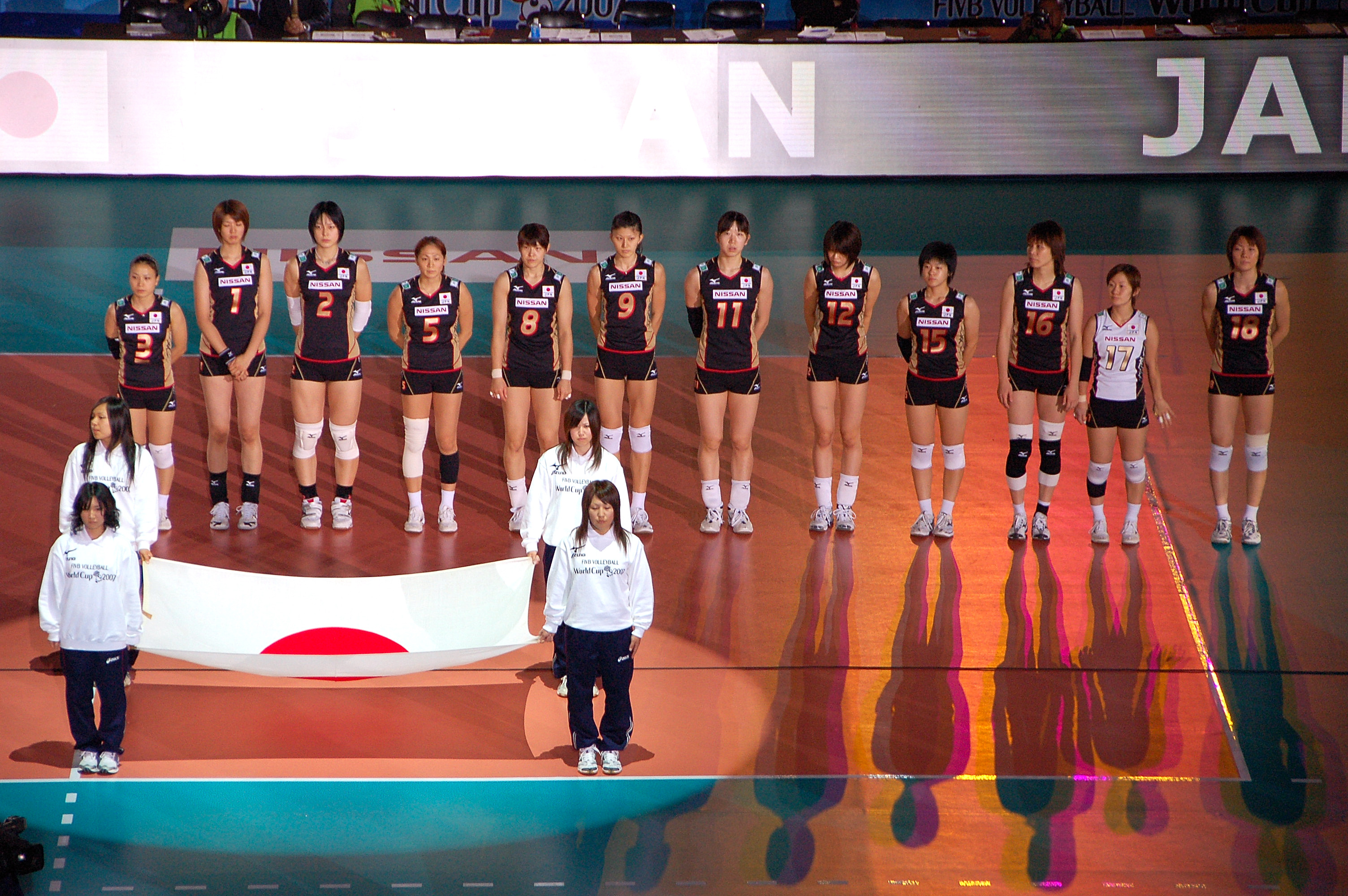
Cerimònia durant un torneig de voleibol en Osaka.

Les escoles han estat llocs de controvèrsia en el relatiu tant a l'himne com a la bandera. La Junta d'Educació de Tòquio fa obligatori l'ús d'ambdós símbols durant els esdeveniments celebrats en la seva jurisdicció. L'esmentada ordre obliga els professors a retre honors a ambdós sota pena de perdre les seves feines si no ho feien. Alguns han protestat, argumentat que les esmentades regles violen la Constitució del Japó, encara que la junta ha proclamat que a causa que les escoles són agències governamentals, els seus empleats tenen l'obligació d'ensenyar als seus estudiants com ser bons ciutadans. A tall de protesta, algunes escoles s'han negat a exhibir la bandera durant les graduacions, mentre alguns pares les han arrencat. Alguns professors s'han queixat infructuosament al governador de Tòquio, Shintarō Ishihara, així com a algunes altres autoritats per l'ordre de retre honors al Hinomaru i el Kimigayo. Tot i que abans s'oposava, el Sindicat de professors del Japó (日本教職員組合, Nihon Kyōshokuin Kumiai) accepta l'ús d'ambdós símbols, però no el Sindicat de professors de tot Japó i personal docent (全日本教職員組合, Zen-Nihon Kyoshokuin Kumiai), de menor mida, els qui rebutgen l'ús d'ambdós símbols dins del sistema escolar.

## Banderes relacionades

### Militars
Les Forces d'Autodefensa del Japó (JSDF per sigles en anglès) i la Força Terrestre d'Autodefensa del Japó utilitzen una versió del disseny del disc solar amb vuit raigs del sol que s'estenen cap a enfora, anomenada Hachij-Kyokujitsuki. Una vora daurada s'estén parcialment per la vora.
Una variant coneguda del disseny del disc solar és una amb 16 raigs vermells en formació estil Siemens star, la qual també ha estat utilitzada històricament per les forces militars del Japó, particularment l'Armada Imperial Japonesa. La insígnia, coneguda com a Kyokujitsu-ki ('bandera del sol naixent'), primer va ser adoptada com a insígnia naval el 7 d'octubre de 1889, la qual es va fer servir fins al final de la Segona Guerra Mundial el 1945. Va ser adoptada novament el 30 de juny de 1945, i es fa servir actualment com a insígnia naval de la Força Marítima d'Autodefensa del Japó (JMSDF per les sigles en anglès). En els països asiàtics propers que van ser ocupats pel Japó aquesta bandera encara té connotacions negativas.
La JMSDF també utilitza un Gallardet Nacional de Comandament. Adoptat primer en 1914 i readoptat el 1965, el gallardet conté una versió simplificada de la insígnia naval en el costat del pal, i la resta del gallardet en color blanc. La proporció és d'1:40 i 1:90.
La Força Aèria d'Autodefensa del Japó (JASDF per les sigles en anglès), establerta el 1952, té només el disc solar com el seu emblema. Esta és l'única branca de servei amb un emblema que no evoca l'estàndard imperial, amb rajos de sol. Tanmateix, aquesta branca té una insígnia per al vol entre bases i durant desfilades. La insígnia va ser creada el 1972, i és la tercera utilitzada per la JASDF des de la seva formació. La insígnia conté l'emblema d'aquesta branca al centre sobre un fons blau.
Encara que no és una bandera nacional oficial, la bandera de senyalització «Z» va tenir un paper important en la història naval del Japó. El 27 de març de 1905 l'almirall Heihachirō Togo del cuirassat Mikasa es va preparar per entaular combat amb la Flota Russa del Bàltic. Abans que comencés la batalla de Tsushima, Togo va hissar la bandera «Z» al cuirassat, i va guanyar posteriorment la batalla. Mentre hissava la bandera va dir als tripulants: «El destí de l'Imperi del Japó depèn d'aquesta batalla; totes les mans han d'esforçar-se i fer el millor que puguin». Aquesta bandera també es va utilitzar al portaavions Akagi durant l'atac a Pearl Harbor, el desembre de 1941.

Bandera de la JSDF (八条旭日旗).
Insígnia naval (旭日旗).
Bandera de la JASDF.
Roundel de la JASDF.

### Imperial

Estendart de l'emperador del Japó.

A partir de 1870 es van crear diverses banderes per a l'emperador del Japó (llavors regnava l'Emperador Meiji), l'emperadriu i altres membres de la família imperial. Al principi, la bandera de l'emperador era molt ornamentada, amb un sol en el centre d'un disseny artístic. Tenia banderes per a quan fos a terra ferma, al mar i en un carruatge. A la família imperial també se'ls van donar banderes per a quan estiguessin en l'aigua i a terra ferma —una per a quan anessin a peu i una altra per a quan estiguessin en un carruatge—. Les banderes per al carruatge tenien un crisantem monocromàtic de 16 pètals, col·locat al centre d'un fons d'un sol color. Les banderes es van rebutjar en 1889, quan l'emperador va decidir usar el crisantem sobre un fons vermell com a bandera. Amb canvis menors en els tons i proporcions, les banderes adoptades aquell any encara eren utilitzades per la família imperial.
L'actual bandera de l'emperador és un crisantem de 15 pètals de color daurat, al centre i sobre un fons vermell, amb una proporció de 2:3. L'emperadriu usa la mateixa bandera, a excepció d'un retall triangular en l'extrem, mentre que la del príncep hereu i la princesa té el crisantem més petit i una vora blanca al centre.
El crisantem s'ha associat amb el tron imperial des del regnat de l'Emperador Go-Tosca, segle xii, encara que no va esdevenir el símbol oficial del tron fins a 1868.

### Subnacionals

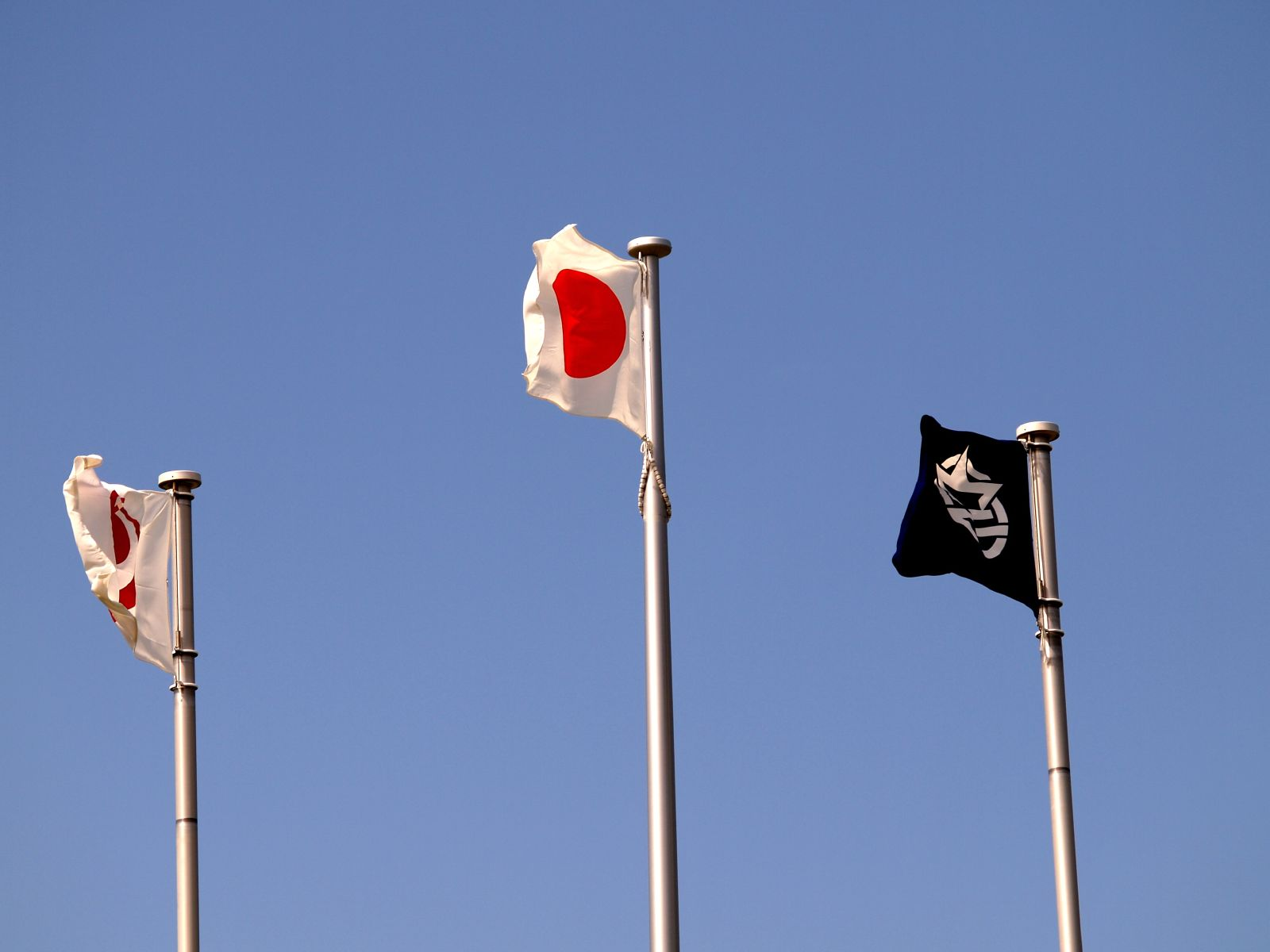
La bandera japonesa juntament amb la de la prefectura d'Okinawa i la ciutat d'Urasoe.

Cadascuna de les 47 prefectures del Japó té una bandera semblant a la nacional i que consisteix d'un símbol, anomenat mon, sobre fons d'un sol color (a excepció d'Ehime, que té dos colors de fons). Moltes de les banderes de les diferents prefectures, com la d'Hiroshima, tenen les mateixes especificacions que la bandera nacional —2:3 de proporció, el mon al centre i de 3/5 parts de la longitud total de la bandera—. Alguns mon tenen el nom de la prefectura segons els respectius kanjis; d'altres, tenen representacions estilitzades de la seva ubicació o algun lloc característic de la prefectura. Un exemple és la de la prefectura de Nagano, en la qual un caràcter en katakana, el na, apareix al centre d'un disc blanc. Una de les interpretacions del mon és que el na representa una muntanya i el disc blanc un llac. El color taronja representa el sol, mentre que el color blanc simbolitza la neu de la regió.
Els municipis també poden disposar de les seves pròpies banderes. El disseny de les banderes de les ciutats és semblant al de les prefectures: un mon sobre un fons d'un sol color. Un exemple d'aquestes banderes és la d'Amakusa a la prefectura de Kumamoto: el símbol de la ciutat està compost pel caràcter en katakana a, envoltat per onades. El símbol es troba al centre sobre un fons blanc, amb una proporció d'1:1.5. Tant l'emblema de la ciutat com la bandera van ser adoptades el 2006.

### Derivades
A més de les banderes utilitzades per les forces armades, altres banderes han estat inspirades partint de la bandera nacional. L'antiga bandera del Servei Postal del Japó consistia en un Hinomaru amb una tira horitzontal vermella col·locada al centre de la bandera. També tenia un petit cèrcol blanc al voltant del disc vermell. Posteriorment, va ser reemplaçada per una bandera que consisteix en el símbol postal en vermell amb un fons blanc.
Dues banderes que recentment han estat designades com a nacionals s'assemblen a la japonesa. El 1971, Bangladesh va independitzar-se del Pakistan, i va adoptar una bandera amb un fons de color verd, amb un disc vermell (encara que no és al centre) que conté un mapa daurat del país. A la bandera actual, adoptada el 1972, es va treure el mapa daurat però es va conservar tota la resta. El govern de Bangladesh anomena oficialment el disc vermell cercle, en què el color vermell simbolitza la sang que es va vessar en la creació del país. Palau, per la seva banda, usa una bandera amb un disseny semblant, encara que els colors són totalment diferents. Encara que el govern de l'illa no digui que la bandera japonesa hagi servit de base o n'hagi tingut influència, el Japó va administrar Palau de 1914 a 1944. La bandera de Palau té una «lluna plena» de color daurat —encara que no en el centre— sobre un fons blau celeste. La lluna simbolitza la pau i una nació jove, mentre que el fons representa la transició de Palau cap a l'autogovern de 1981 a 1994, quan va independitzar-se completament.
La insígnia naval del Japó també ha influït altres dissenys. Un és el de la bandera utilitzada per l'Asahi Shimbun, diari japonès. En la part baixa, del costat del pal, hi ha un quart del sol. El kanji apareix a la bandera, de color blanc i cobreix la major part del sol. Els rajos s'estenen des del sol, alternant-se en colors vermell i blanc, i són 13 franges en total. Esta bandera pot veure's sovint durant el Campionat de beisbol escolar, ja que l'Asahi Shimbun és el principal patrocinador del torneig. Les banderes dels diferents graus i insígnies de l'Armada Imperial Japonesa també estaven basades en el disseny de la insígnia naval.

### Legislació
- «明治3年太政官布告第57号» (en japonès).   Gobierno de la prefectura de Nara, 27-02-1870. Arxivat de l'original el 2011-06-08. [Consulta: 6 febrer 2010].
- «明治3年太政官布告第651号» (PDF) (en japonès).   Biblioteca nacional de la Dieta, 03-10-1870. [Consulta: 6 febrer 2010].
- «大正元年閣令第一号　（大喪中ノ国旗掲揚方）» (en japonès).   Gobierno de Japón, 30-07-1912. Arxivat de l'original el 2010-08-18. [Consulta: 6 febrer 2010].
- «自衛隊法施行令» (en japonès).   Gobierno de Japón, 30-06-1954. Arxivat de l'original el 2008-04-07. [Consulta: 25 gener 2008].
- «〇海上自衛隊の使用する航空機の分類等及び塗粧標準等に 関する達» (PDF) (en japonès).   Ministerio de Defensa, 24-12-1962. [Consulta: 15 desembre 2009].
- «広島県県章および県旗の制定» (en japonès).   Gobierno de la prefectura de Hiroshima, 16-07-1968. [Consulta: 6 febrer 2010].
- «国旗及び国歌に関する法律 (法律第百二十七号)» (en japonès).   Gobierno de Japón, 13-08-1999. Arxivat de l'original el 2010-05-21. [Consulta: 6 febrer 2010].
- «国旗及び国歌の取扱いについて» (en japonès).   Policía de la prefectura de Hokkaido, 18-11-1999. Arxivat de l'original el 2008-05-06. [Consulta: 14 gener 2010].
- «国旗及び県旗の取扱いについて» (PDF) (en japonès).   Policía de la prefectura de Kanagawa, 29-03-2003. Arxivat de l'original el 2007-01-25. [Consulta: 14 gener 2010].
- «天草市章» (en japonès).   Gobierno de la ciudad de Amakusa, 27-03-2003. Arxivat de l'original el 2009-01-08. [Consulta: 6 febrer 2010].
- «天草市旗» (en japonès).   Gobierno de la ciudad de Amakusa, 27-03-2003. Arxivat de l'original el 2009-01-08. [Consulta: 6 febrer 2010].
- «自衛隊の旗に関する訓令» (PDF) (en japonès).   Ministerio de Defensa, 25-03-2008. [Consulta: 25 setembre 2009].
- «海上自衛隊旗章規則» (PDF) (en japonès).   Ministerio de Defensa, 25-03-2008. [Consulta: 25 setembre 2009].